# Comunidade Valenciana
A Comunidade Valenciana, ou País Valenciano, é uma comunidade autónoma espanhola e mediterrânica, situada na costa oriental da Península Ibérica.
Geograficamente, estende-se do Rio Sénia até Pilar de la Horadada, para lá da foz do Rio Segura, com uma fronteira terrestre de 834 km de extensão e uma costa com 644 km de comprimento e que se corresponde em grande parte com os limites do histórico Reino de Valência. As ilhas da Nova Tabarca, Columbretes e outras ilhas menores adjacentes são também de administração valenciana. Possui um exclave, Rincón de Ademuz, rodeado por municípios aragoneses e manchegos. Limita a oeste com Castela-Mancha e Aragão, a sul com Múrcia e a norte com a Catalunha.
A capital administrativa é Valência (797 658 hab.). Juntamente com Alicante (333 408 hab.) e Castelló de la Plana (172 624 hab.) conforma também capital provincial e juntamente com Elche (222 422 hab.) e Torre Velha (105 205 hab.) as cidades mais populosas. As áreas metropolitanas de Valência (1 559 084 hab.) e de Alicante-Elche (757 085 hab.) configuram os maiores núcleos de população da Comunidade. Com 23 255 km² e 5 004 844 habitantes, é a oitava maior comunidade de Espanha.
É um território altamente industrializado e com fortes setores turístico e agrícola, o que a afigura como a quarta comunidade autónoma em termos de importância para a economia nacional, gerando 9,6% do PIB espanhol.
As suas origens remontam ao século XIII, com a colonização feudal de catalães e aragoneses pelos reinos de taifas islâmicos de Valência, Alpont, Dénia e parte de Múrcia. Uma vez finalizada a conquista, o rei Jaime I de Aragão Jaime promulga os Foros de Valência em 1261 e estabelece o Reino de Valência, entidade política, jurídica e administrativa com direito próprio fundada em 1239 e vigente até 1707. A independência foral do reino extingue-se em 1707 com os Decretos do Novo Plano promulgados pelo rei Filipe V de Espanha. As primeiras tentativas para recuperar um governo autónomo nos finais do século XIX e inícios do século XX fracassaram graças às diferentes ditaduras então instituídas. Na década de 60 do século XX, a pressão de diversos setores ideológicos para a criação de um governo próprio desemboca na criação do Conselho do País Valenciano em 1978 e mais tarde, em 1982, acaba por se constituir como uma comunidade autónoma espanhola. Segundo o Estatuto de Autonomia, reformado em 2006 e ao amparo do Artigo 2.º da Constituição Espanhola, os seus habitantes, o povo valenciano, compõem uma nacionalidade histórica.
Recebeu diversas denominações ao longo dos tempos. Em finais do século XIX era conhecida como Região Valenciana; a partir de 1960 surge o uso de País Valenciano, e com o Estatuto de Autonomia de 1982 é popularizado o termo Comunidade Valenciana. Igualmente, o uso de Valência é aceite, podendo no entanto criar confusão com a cidade ou província homónimas.
Nas primeiras legislaturas autonómicas sucederam-se três governos socialistas presididos por Joan Lerma, enquanto que após as eleições de 1995, e devido ao Pacto del Pollo ("Pacto do Frango") com a Unió Valenciana, o governo passa para as mãos do Partido Popular, que atinge em todas as eleições subsequentes a maioria absoluta, e tendo à cabeça como presidentes Eduardo Zaplana, José Luis Olivas, Francisco Camps e Alberto Fabra, este depois da demissão do seu antecessor pela sua implicação no caso Gürtel. Desde 2015, o presidente é o socialista Ximo Puig, no cargo graças ao acordo assinado entre Compromís e Podemos (Acord del Botànic).

## Etimologia
A denominação Comunidade Valenciana, bem como do resto de nomes que recebeu ao longo da sua história devem-se ao topónimo da sua capital, Valência. Este deriva do latim Valentia Edetanorum, cujo significado se traduz em "Valor (ou Força) na terra dos Edetanos". Atribuído com a fundação da colónia, segue a tradição já verificada em Itália, no século II a.C., da atribuição de topónimos alegóricos de virtude militar. Os árabes denominaram-na مدينة التراب (Madīna at-Turab, "Cidade da Areia") devido à sua localização na margem do Rio Túria, enquanto que reservaram o termo بلنسية (Balansīa) para a Taifa de Valência. Porém, durante o reinado de Abd al-Aziz a cidade já tinha reivindicado para si o nome de Balansīa, que passaria a ser Valência, València em valenciano, após a conquista por Jaime I de Aragão.
Do mesmo modo, as denominações da Comunidade Valenciana foram várias ao longo dos tempos, apesar de atualmente Comunitat Valenciana (em valenciano) ser a única estabelecida como tal no seu Estatuto de Autonomia:
Artigo primeiro.

1. O povo valenciano, históricamente organizado como Reino de Valência, constitui-se em Comunidade Autónoma, dentro da unidade da Nação espanhola, em expressão da sua identidade diferenciada como nacionalidade histórica e no exercício do direito ao governo próprio que a Constituição Espanhola reconhece a todas as nacionalidades, com a denominação de Comunitat Valenciana.Original {{{{{língua}}}}}: Artículo primero.

1. El pueblo valenciano, históricamente organizado como Reino de Valencia, se constituye en Comunidad Autónoma, dentro de la unidad de la Nación española, como expresión de su identidad diferenciada como nacionalidad histórica y en el ejercicio del derecho de autogobierno que la Constitución Española reconoce a toda nacionalidad, con la denominación de Comunitat Valenciana.
O Estatuto faz também referência no seu preâmbulo às denominações País Valenciano e Reino de Valência nos seguintes termos:
Aprovada a Constituição Espanhola, foi no seu quadro que a tradição valenciana procedente do histórico Reino de Valência se encontrou com a conceção moderna do País Valenciano e deu origem à autonomia valenciana, integradora das duas correntes de opinião que emolduram tudo aquilo que é valenciano num conceito cultural próprio no estrito âmbito geográfico que alcança.Original {{{{{língua}}}}}: Aprobada la Constitución Española fue, en su marco, donde la tradición valenciana proveniente del histórico Reino de Valencia se encontró con la concepción moderna del País Valenciano y dio origen a la autonomía valenciana, como integradora de las dos corrientes de opinión que enmarcan todo aquello que es valenciano en un concepto cultural propio en el estricto marco geográfico que alcanza.
O uso do termo Levante para denominar toda a Comunidade Valenciana tem um uso extenso fora da Comunidade e do arco do mediterrâneo. No entanto, um relatório de 1996 do Conselho Valenciano da Cultura, órgão consultivo em matérias culturais da Generalidade Valenciana, alega a inconveniência do seu uso.

## História

### Pré-história e Antiguidade
Os primeiros vestígios de presença humana em terras valencianas remontam a perto do século XL a.C. (finais do Paleolítico Inferior), os mais antigos dos quais encontrados no jazigo arqueológico de Bolomor (Tavernes de la Valldigna, Valência). No Paleolítico Médio (100 000–35 000 a.C.), o número de sítios arqueológicos aumenta por toda a região, como os das Grutas do Salto (Alcoi), datado de entre 60 000–30 000 a.C. e de onde se recuperaram vestígios do Homem de Neandertal. O Paleolítico Superior e o Mesolítico estão bem representados na região, podendo citar-se como exemplo as as grutas de Parpalló e Malladetes em Gandia para o primeiro período e a gruta da Cozinha (no maciço de Caroig, a sudoeste da província de Valência) para o segundo. O Neolítico chegou às terras da actual Comunidade Valenciana em 5 000 a. C. com o aparecimento da agricultura e da pecuária, o que supôs uma transformação na ocupação e a exploração do território. Em 2 500 a. C. surge a metalurgia, que mostra influências e contatos do sudeste peninsular. O tamanho e a localização dos povoados, agora nas ladeiras das montanhas, refletem uma progressiva complexidade social. O povoado de Cabeço Redondo (cujos habitantes acumularam o chamado tesouro de Vilhena, que representa o maior conjunto de ourivesaria da pré-história na Península Ibérica), data de 1000 a.C..
Na época antiga, a região estava habitada pelos Iberos, que se dividiam por sua vez em diversos grupos: na zona sul os contestanos, no centro os edetanos, e no norte os ilercavões. Graças às relações comerciais marítimas com Fenícios, Gregos, Tartessos e Cartagineses, tornam a região valenciana numa das partes de maior importância da Civilização Ibera cujo esplendor se dá cerca do século V a.C., como assim se reflete na sua produção artística, da qual o exemplo mais importante é a Dama de Elche. Um dos factos mais conhecidos e estudados desta época é o cerco a Arse (hoje Sagunto) por parte do cartaginês Aníbal, que desencadeia a Segunda Guerra Púnica, decidindo assim o destino do Mediterrâneo. Depois da vitória romana na guerra (202 a. C.), todo o litoral valenciano acabou submetido à autoridade de Roma. Durante os sete séculos de domínio romano, os Iberos foram-se integrando paulatinamente na nova organização política, económica e social e cultural, adotando como língua o latim. No entanto, ainda se encontram importantes manifestações artísticas próprias, como a cerâmica pintada com motivos figurativos ou narrativos, até ao século I d.C..

Também os gregos chegaram à Península Ibérica e estabeleceram várias colónias; entre as mais importantes da Comunidade encontra-se Hēmeroskópeion (situada perto do Cabo Vermelho).

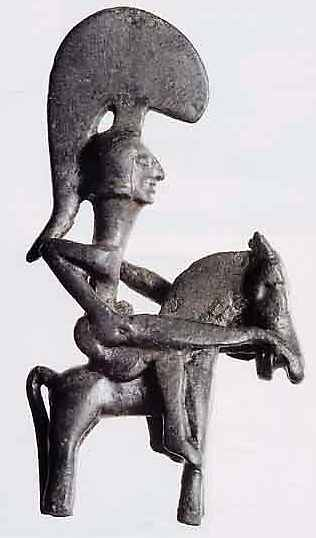
Guerreiro de Mogente, datado do século V ou ]]
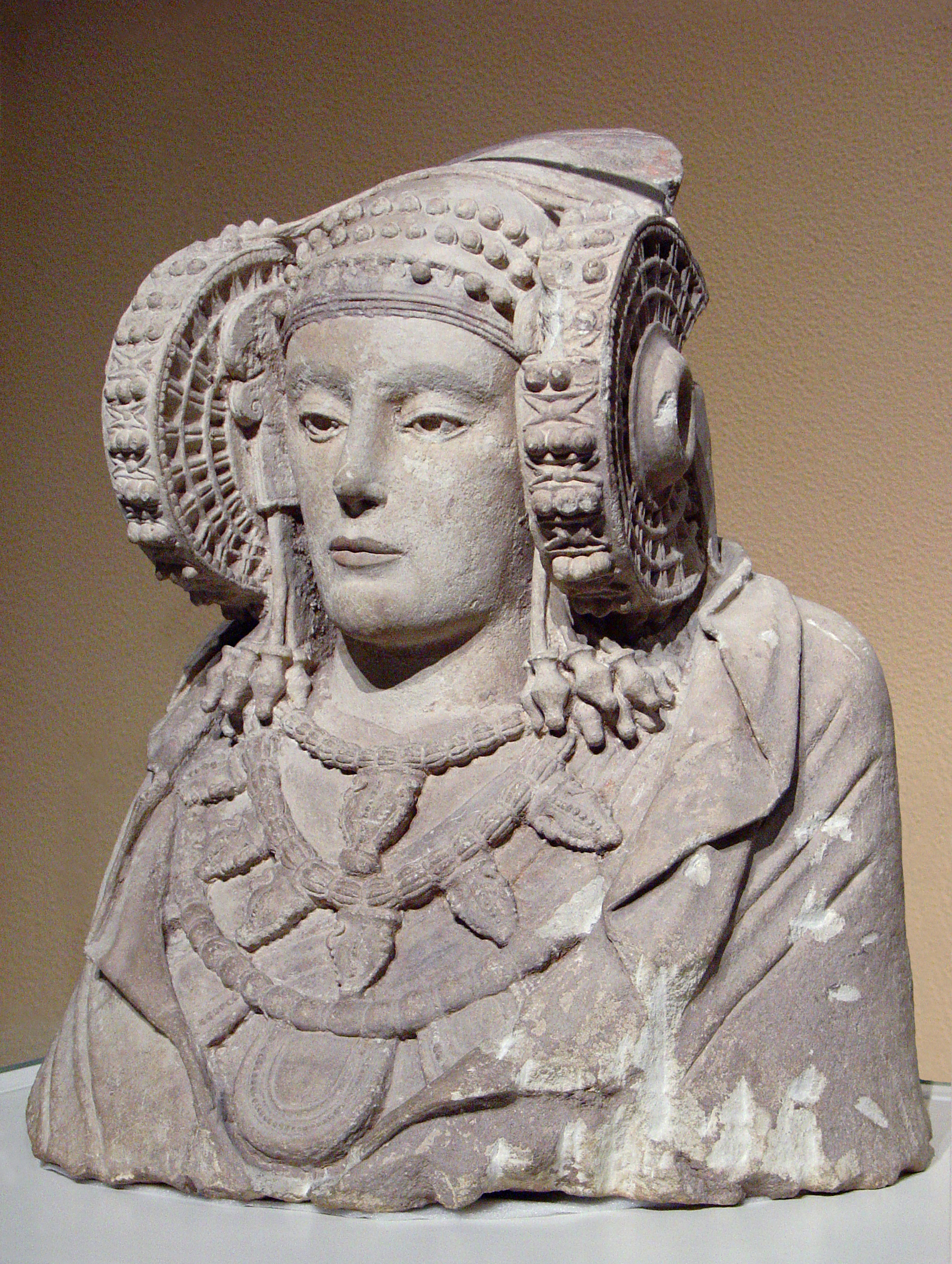
A Dama de Elche, escultura ibera em pedra calcária, datada do V ou ]]

### Idade Média

#### Época visigoda e bizantina

O Império Bizantino no reinado de Justiniano

Após a queda do Império Romano, entre os séculos VI e VIII, grande parte do território esteve sob o controlo do Reino Visigodo de Toledo, enquanto que o território compreendido entre Dénia e Cartágena foi controlado primeiro pelo Império Bizantino (integrado na Província de Espânia até à sua expulsão da Península em 620), depois pelo Reino de Tudemir (provavelmente a partir de 713), com centro em Oriola. No entanto, existem poucas provas de tais presenças.

#### Ocupação muçulmana

Reinos Taifas na Península em 1037

Apesar dos estudos insuficientes sobre esta época, considerada uma das mais obscuras fases da história valenciana, é geralmente reconhecida a importância da sua influência cultural e linguística na cultura valenciana atual, convertendo Xarq al-Andalus num dos locais mais cultos da Europa.
As forças do Califado Omíada entraram na Península em 711 e derrotaram os visigodos rapidamente na Batalha de Guadalete. O pacto de Abdalazize ibne Amir, filho do chefe das forças omíadas, com Teodomiro em 713 reconhece a autoridade deste sobre a zona sob a condição de aceitar a soberania do Omíadas e o pagamento de tributos. Desde então, e até 779, dá-se uma da mais importantes fases da região, agora um território cristão autónomo inserido no domínio de Alandalus. É naquele ano que a cidade de Valência se revolta e acaba destruída por Abderramão I.  A partir daí o fluxo de novos colonizadores árabes e berberes, juntamente com a cada vez maior conversão de católicos ao islão permite ao Emirado de Córdova um maior controlo do território. Ainda assim, até ao século X a maioria da população valenciana manteve-se cristã.
Em 1065, Fernando I de Castela atacou a cidade de Valência, retirando-se sem a ter conseguido conquistar. A Taifa de Valência foi incorporada seguidamente pela de Toledo, até que, com ajuda castelhana, recuperou a independência em 1076. Em 1085, após a conquista de Toledo pelos cristãos e a morte do rei da Taifa de Valência, foi elevado ao trono desta Alcadir, antigo rei da Taifa de Toledo, com a ajuda militar de Afonso VI de Leão e Castela.
No meio desta situação atribulada, Rodrigo Díaz de Vivar (El Cid Campeador), um lutador mercenário castelhano desterrado pelo rei Alfonso VI de Castela, realizou tributos às taifas de Albarracim e Alpont, e dedicou-se à proteção de Alcadir (aliado dos cristãos) dos ataques da Taifa de Saragoça e de revoltas populares. No entanto, depois de uma revolta pró-almorávida em Valência, Alcadir foi assassinado, o que levou El Cid a conquistar a cidade em junho de 1094. Depois de sua morte em 1099, os almorávidas tomaram controlo de toda a Comunidade em 1102, apesar da resistência imposta pela população local cristã estabelecidos com a ajuda da Coroa de Aragão e do exército d'El Cid. Em meados do século XII, foram deslocados pelos almóadas.
Do ponto de vista económico, do País Valenciano foram, até ao século XI, rurais, sem centros urbanos importantes. Foi a partir do califado e, sobretudo, dos primeiros reinos de taifas, que apareceram os sistemas de rega da região, como a Horta de Valência, a Vega Baixa del Segura ou as hortas de Elche e Alicante. A procura por produtos de luxo pela classe dominante nesses reinos impulsionou a atividade artesanal e o comércio, sendo Játiva o local onde se estabeleceu a primeira fábrica de papel em todo o Ocidente.

#### Conquista cristã

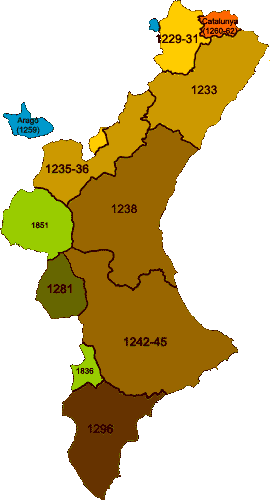
Fases da conquista cristã em território valenciano

A mais remota e direta origem daquilo que é hoje o País Valenciano está vinculada à fundação do Reino de Valência, de caráter feudal: em 1233, Jaime I dá início à conquista dos territórios marcados pelos três séculos de domínio sarraceno: os reinos taifas de Balansīa, Dénia e Múrcia, e estrutura o novo território como um reino autónomo dentro da Coroa de Aragão. Em 1238, a cidade de Valencia é conquistada por Jaime I com ajuda de tropas da Ordem de Calatrava, e foi realizada uma partilha das terras, como testemunhado no Llibre del Repartiment. Em 1251 criaram-se os Foros de Valencia (els Furs), que anos mais tarde se alargaram ao resto do reino. As partes centro e sul da província de Alicante, conquistadas pela Coroa de Castela em 1244–1248, passaram definitivamente a fazer parte do Reino de Valência em 1304 de acordo com o estabelecido na Sentença de Torrelhas e seguido da violação do disposto no Tratado de Almizra, segundo o qual os territórios a sul da linha Biar-Busot estavam reservados à Coroa de Castela.
O reino, na sua época foral, estava organizado em duas governações: Valência e Ultra Saxonam ("Além-Jijona", com estatuto foral diferenciado, capital em Oriola e, posteriormente, Alicante), esta última formada pelos territórios cedidos por Castela em 1304. Por sua vez, a governação de Valência estava dividida administrativamente em três lugar-tenências: Valência, Dellà Uixò ("Além-Uxó", com capital em Castelló) e Dellà Xúquer ("Além-Júcar", em Játiva).
Com os Foros de Valência, o recém fundado reino foi dotado de uma série de instituições políticas próprias, a Deputação Geral do Reino de Valência, conquanto sob domínio real da Coroa Aragonesa. Quanto à população, embora ainda houvesse presença mudéjar (ou tagarina), inicialmente maioritária, o território seria repovoado por cristãos sobretudo de origem catalã e aragonesa. Seriam estes a reestruturar a economia e a organizar o território em redor das povoações com representação nas Cortes Valencianas. O processo de povoamento do Reino de Valência foi um processo longo que não terminaria até o século XVII, depois da expulsão dos mouriscos. A população do Reino de Valência era, desde o início, de origem diversa (catalães, aragoneses, navarros, italianos) mas eram predominantes os catalães (que chegavam a dobrar em população quando comparados com os aragoneses) e com a expulsão dos mouriscos deu-se um fortalecimento do fator catalanofalante. Tanto no conjunto da Coroa de Aragão como no Reino de Valência estes representavam cerca de 80% da população.

A expansão mediterrânica da Coroa de Aragão no século XV originou um período de prestígio económico, social, e cultural alcunhado de século de ouro valenciano, que culminou em 1479 na união com Castela sob o reinado dos Reis Católicos.

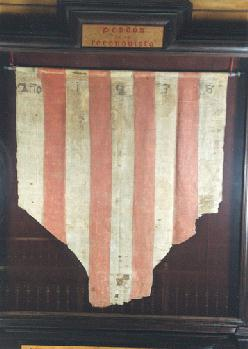
Pendão da Conquista, conservado no Arquivo Histórico Municipal de Valência.
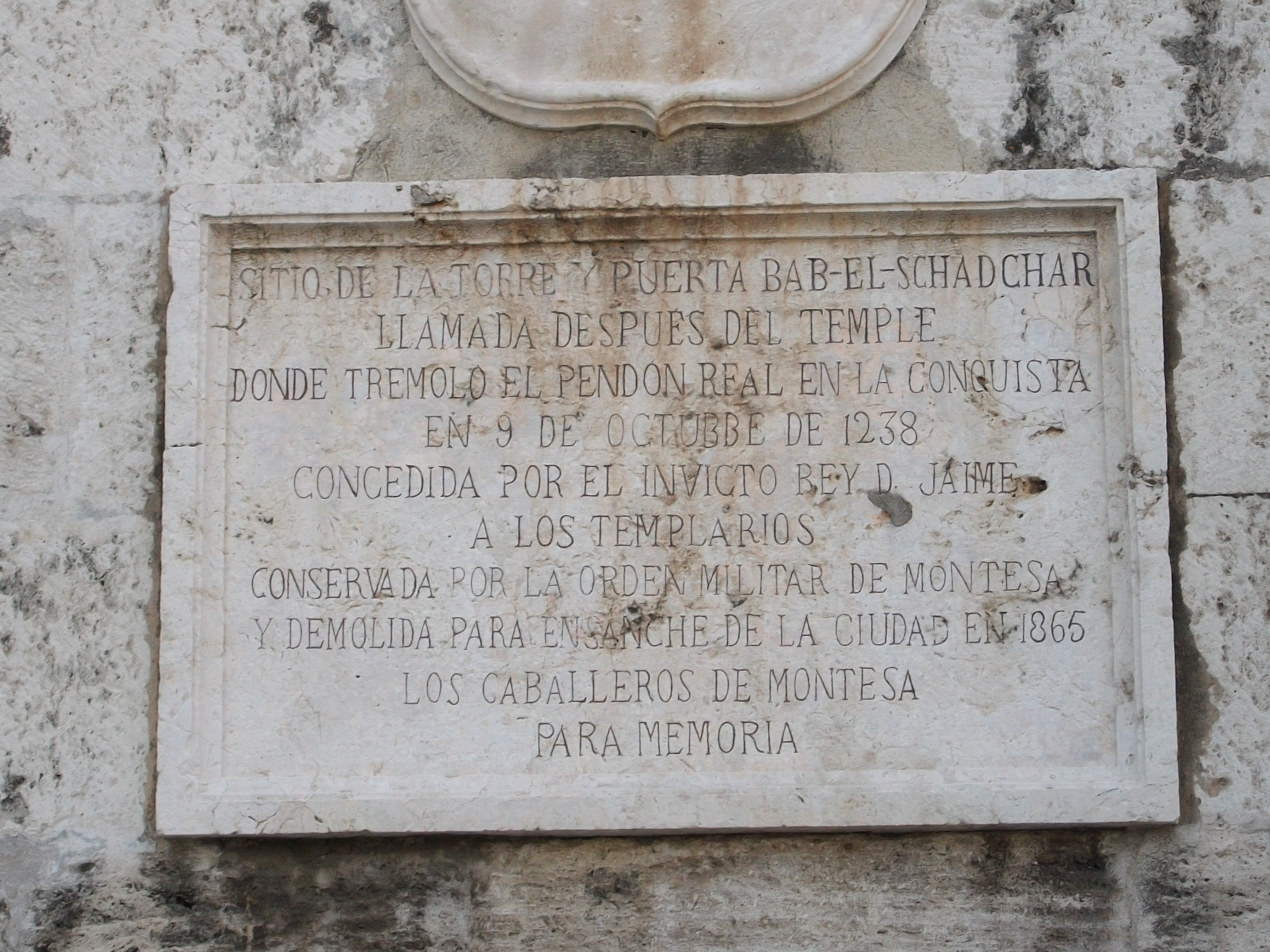
Placa comemorativa que assinala o local da torre onde foi içado o Pendão da Conquista a 9 de outubro de 1238.

### Idade moderna
A chegada ao poder de Carlos I de Espanha em 1518 deu lugar a conflitos sociais importantes. As revoltas das Germanias dos grémios e agricultores valencianos, entre 1519 e 1521, veem os artesãos e camponeses iniciar uma guerra civil contra a nobreza e a aristocracia, composta por vários vicerreis e tenentes. Os nobres, apoiados pela aristocracia castelhana, saem vitoriosos do conflito. O descobrimento da América deu também lugar à deslocação do comércio mundial em direção ao Atlântico, provocando uma diminuição da importância do reino, enquanto que os ataques dos piratas berberes ameaçavam constantemente a costa. A expulsão dos mouriscos em 1609 afectou de forma particular o reino, que veio a perder 170 000 habitantes — um terço da sua população.
A partir de 1680 deu-se uma revitalização da economia. No entanto, esta foi travada pela Guerra da Sucessão Espanhola que enfrentou Filipe V com o arquiduque Carlos da Áustria. O Reino pronunciou-se maioritariamente a favor do pretendente austríaco (à excepção das zonas de Alicante, Jijona, Banyeres e Vilhena — ainda castelhana), e consequentemente foi palco de numerosas operações militares. Finalmente, após a Batalha de Almansa em 1707, Filipe V desmantela as estruturas do reino através da derrogação dos seus foros pelos Decretos do Novo Plano, integrando-as no mesmo modelo do Reino de Castela, como veio a acontecer com os restantes territórios da Coroa de Aragão. Valência passa a fazer parte do Reino de Espanha, e é dividida em treze governações ou corregimentos (Morelha, Peníscola, Castelló, Valência, Alzira, Cofrentes, Játiva, Montesa, Dénia, Alcoi, Jijona, Alicante e Oriola) e forçada a adaptar-se aos costumes e culturas castelhanas. Mais tarde, no século XVII, o país manteve um crescimento económico modesto mas consistente, principalmente agrícola, aumentando-se a superfície de regadio (através da canalização das águas fluviais e a dragagem de pantanais), arando-se zonas pouco produtivas e com a terraplenagem das encostas das montanhas.

### Idade contemporânea

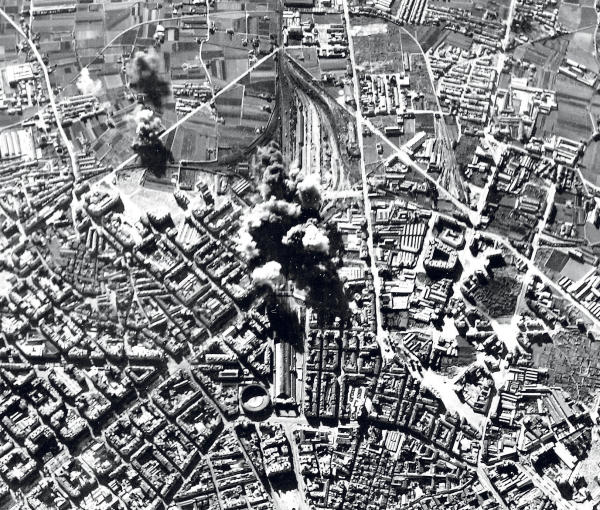
Bombardeamento da estação do Norte e do bairro de Russafa em Valência. Durante a campanha do levante os bombardeamentos contra a cidade aumentaram consideravelmente.

A Guerra da Independência Espanhola frente aos franceses foi prejudicial para a economia valenciana, apesar de o ser menos do que noutras regiões espanholas. Na Primeira Guerra Carlista, as zonas de Castelló, do Maestrat e de Morelha foram um dos principais baluartes dos guerrilheiros carlistas, guiados pelo general Cabrera.
Em 1833, com a nova organização territorial liberal, a região é dividida nas três províncias atuais, juntamente com os condados de Vilhena e Requena-Utiel. No decorrer do século, o País Valenciano amplia as suas áreas agrícolas, sobretudo relacionadas com o cultivo das vinhas, arroz, das laranjas e da amêndoa. A Revolução Industrial foi, como no resto de Espanha, lenta e atrasada, mas Sagunto estabelece-se como um grande centro portuário e siderúrgico, que se unem às indústrias têxteis de Alcoi e à aparição de pequenas empresas ao longo do país que permitiram um arranque industrial em finais do século XIX.
No franquismo, surge um novo setor económico que supera o agrícola quanto ao nível de receitas: o turismo. No princípio do século XX, a sociedade valenciana reivindica o estabelecimento de um governo próprio e, após uma primeira tentativa levada a cabo na Segunda República Espanhola e de um período de totalitarismo de 1939 a 1975, goza finalmente de autonomia em 1977 durante a Transição Espanhola. Na segunda metade do século, o turismo passa a ocupar o lugar da agricultura em termos de rendimentos económicos. O Estatuto de 1982 recupera o governo próprio, a Generalidade Valenciana, que garante a administração do território atual.
Na década de 2010, surgem vozes que alegam a criação de uma discriminação financeira em relação à partilha de recursos entre comunidades levada a cabo pelo Estado espanhol.

## Geografia

### Situação

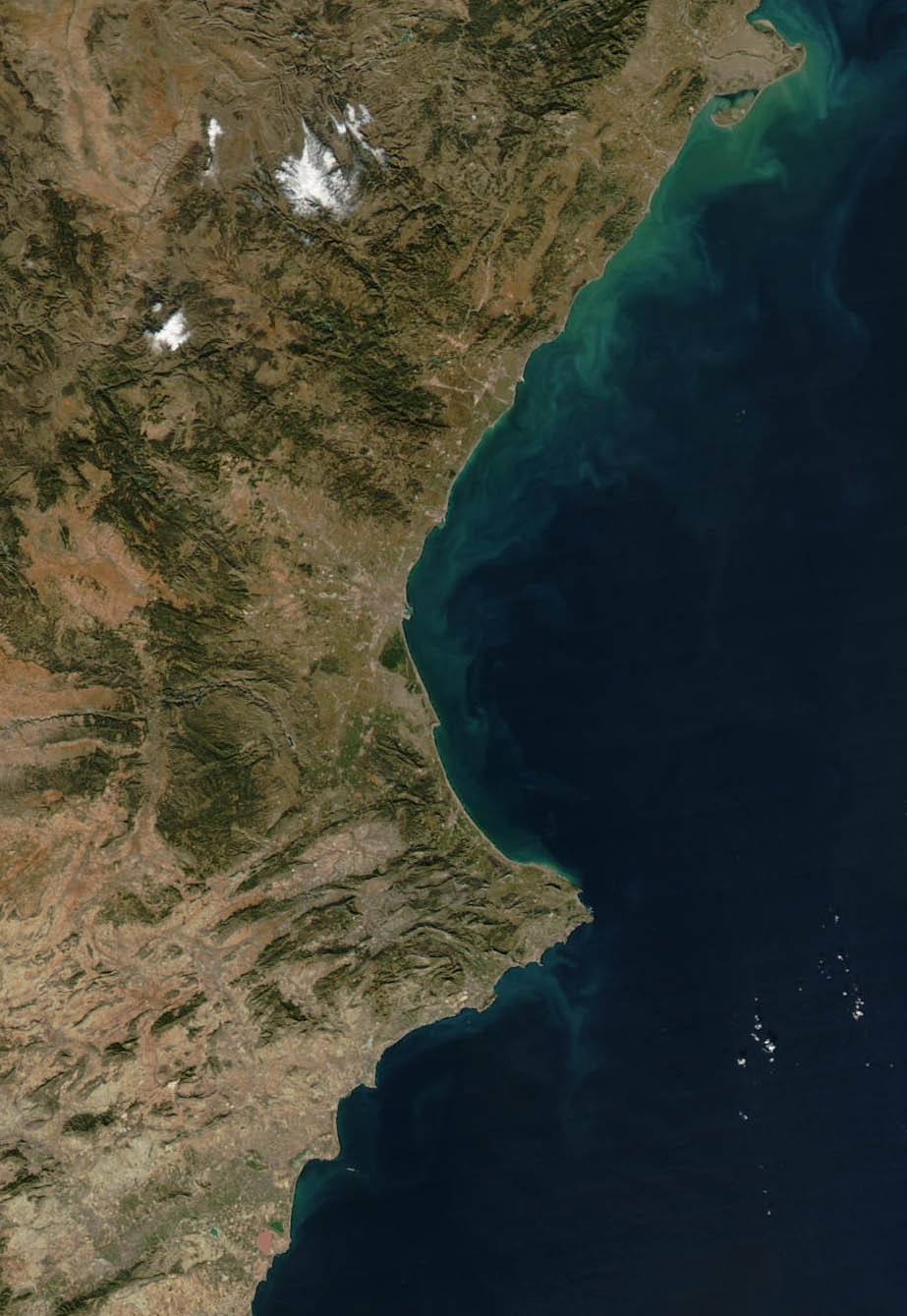
Imagem de satélite da região. (NASA)

A Comunidade Valenciana situa-se a leste e sudeste da Península Ibérica, no litoral do mar Mediterrâneo Com 23 255 km², é a oitava região de Espanha em termos de área e representa 4,60% do território nacional. A configuração do deu território, estreito e alongado, estende-se desde o rio Sénia (em Vinarós) e Pilar de la Horadada, um pouco mais a sul do rio Segura, com uma longitude de costa de 518 km. O território valenciano também inclui o archipiélago mediterráneo das Ilhas Columbretes, bem como a Ilha de Tabarca, juntamente com outros ilhotes e penedos próximos ao litoral valenciano.
A sua posição geográfica é 40º 47' N no extremo norte, 37º 51' N no extremo sul, 0º 31' E no extremo oriental e 1º 32' O no extremo ocidental.

### Orografia

#### Interior
As montanhas ocupam a maior parte da Comunidade Valenciana, reservando somente uma estreita faixa no litoral para as planícies que só se alargam no extremo norte (planície de Vinarós), na Plana de Castelló (planície de Castelló), na Horta de Valência e no extremo sul (Vega Baixa del Segura ou Várzea Baixa do Segura). No resto da costa, as montanhas encontram-se a curta distância da linha de costa. Assim, o relevo é dominado a norte pela montanhas pertencentes ao Sistema Ibérico, pelas serras meridionais do Sistema Bético e as serras, mesetas e planícies centrais. Além destes enclaves, a Comunidade Valenciana conta com várias ilhas e ilhotes, entre os quais a Ilha de Tabarca (província de Alicante) e as Ilhas Columbretes (província de Castelló), sendo estas últimas um conjunto de quatro grupos de ilhas vulcânicas.
No Maestrat encontra-se a montanha mais emblemática da comunidade, Peñagolosa, de 1.813 metros de altura, considerada popularmente como a mais elevada, porém ultrapassada pelo Cerro Calderón, no Rincón de Ademuz, alcançando 1.839 metros. Também se encontra neste exclave o Gavilán (1 747 m), A Cruz dos Três Reinos (1.555 m) e a Tortajada (1.541 m). Outro dos picos a mais de 1.500 metros está localizado em terras da Marina (norte de Alicante): o Aitana (1.558 m).

#### Litoral
A região dispõe de 524 km de costa. O litoral alterna entre alcantilados como a Serra de Irta ou os de Villajoyosa com zonas húmidas, marjais e albufeiras, como o Prado de Cabanes-Torreblanca, as Albufeiras de Valência e Elche, as lagoas de La Mata e Torre Velha, transformadas em salinas, ou os marjais de Pego e Sagunto. Na costa valenciana há também grandes restingas de areia e/ou gravilha, como as da marjal de Almenara, a devesa do Saler ou a de Guardamar do Segura.
Quanto ao relevo costeiro, caracteriza-se principalmente pelo golfo que abarca as províncias de Castelló e Valência, e pelo Cap Roig (Cabo Vermelho), onde termina. A sul deste a costa torna-se irregular, com muitos cabos, e a sul deles encontra-se o golfo de Alicante.

### Clima
Devido à proximidade do mar que lhe dá nome, o clima mediterrânico na região caracteriza-se pela sua suavidade, sobretudo na costa. No entanto, apresenta variações:
| Climas da Comunidade Valenciana   |                         | |                                                                                     |
| Tipo de clima                     | Classificação de Köppen | Descrição | Mapa                                                                                |
| Clima mediterrânico típico        | Csa                     | Estende-se por todo o litoral norte e centro da Comunidade, tem invernos não muito frios devido à característica suavizadora de temperatura do mar; os verões são longos, bastante secos e calorosos, com máximas em torno dos 30 °C; quanto às precipitações, estas concentram-se na primavera e outono, quando aumenta o risco de gota fria. As localidades representativas deste clima são Castelló, Gandia, Sagunto e Valência. | Clima mediterrânico continental Clima mediterrânico seco Clima mediterrânico típico |
| Clima mediterrânico continental   | Csa e Bsk               | É um clima de temperaturas extremas, ao que dá lugar a uma transição entre o continental e o mediterrânico típico, próprio do interior da Península Ibérica. Os invernos são frios e os verões são muito quentes e secos, com temperaturas máximas que nalgumas zonas atingem 35 °C e inclusive 40 °C. As precipitações também são escassas mas melhor distribuídas ao longo do ano, podendo ser em forma de neve no inverno. As cidades representativas deste clima são Requena, Vilhena e Alcoi. | Clima mediterrânico continental Clima mediterrânico seco Clima mediterrânico típico |
| Clima mediterrânico seco          | Bsh e Bsk               | Dá-se desde o norte da província de Alicante até ao extremo sul da Comunidade, as temperaturas são muito quentes no verão e muito suaves no inverno - 10 a 13 °C. As precipitações são muito escassas: conforme se avança para o sul da província de Alicante dá lugar a um clima árido com invernos muito suaves em torno dos 12 °C, verões muito longos, secos e calorosos com temperaturas máximas de mais de 30 °C, as exíguas precipitações costumam dar-se nas estações de transição (outono e primavera). As cidades mais representativas deste clima são Alicante, Benidorm, Elche, Oriola, Torre Velha e Guardamar do Segura. | Clima mediterrânico continental Clima mediterrânico seco Clima mediterrânico típico |
| Clima de montanha                 | Cfb                     | Dá-se nas zonas mais altas da Comunidade, juntamente com o mediterrânico continental. O clima de montanha rege-se pela altitude, que influi na temperatura e nas precipitações. Estas costumam ser mais abundantes e em forma de neve durante o inverno. Dá-se em zonas montanhosas como na Peñagolosa ou em cidades como Morelha. | Clima mediterrânico continental Clima mediterrânico seco Clima mediterrânico típico |
| Fonte: Piqueras Haba, Juan (1999) |                         | |                                                                                     |

### Hidrografia

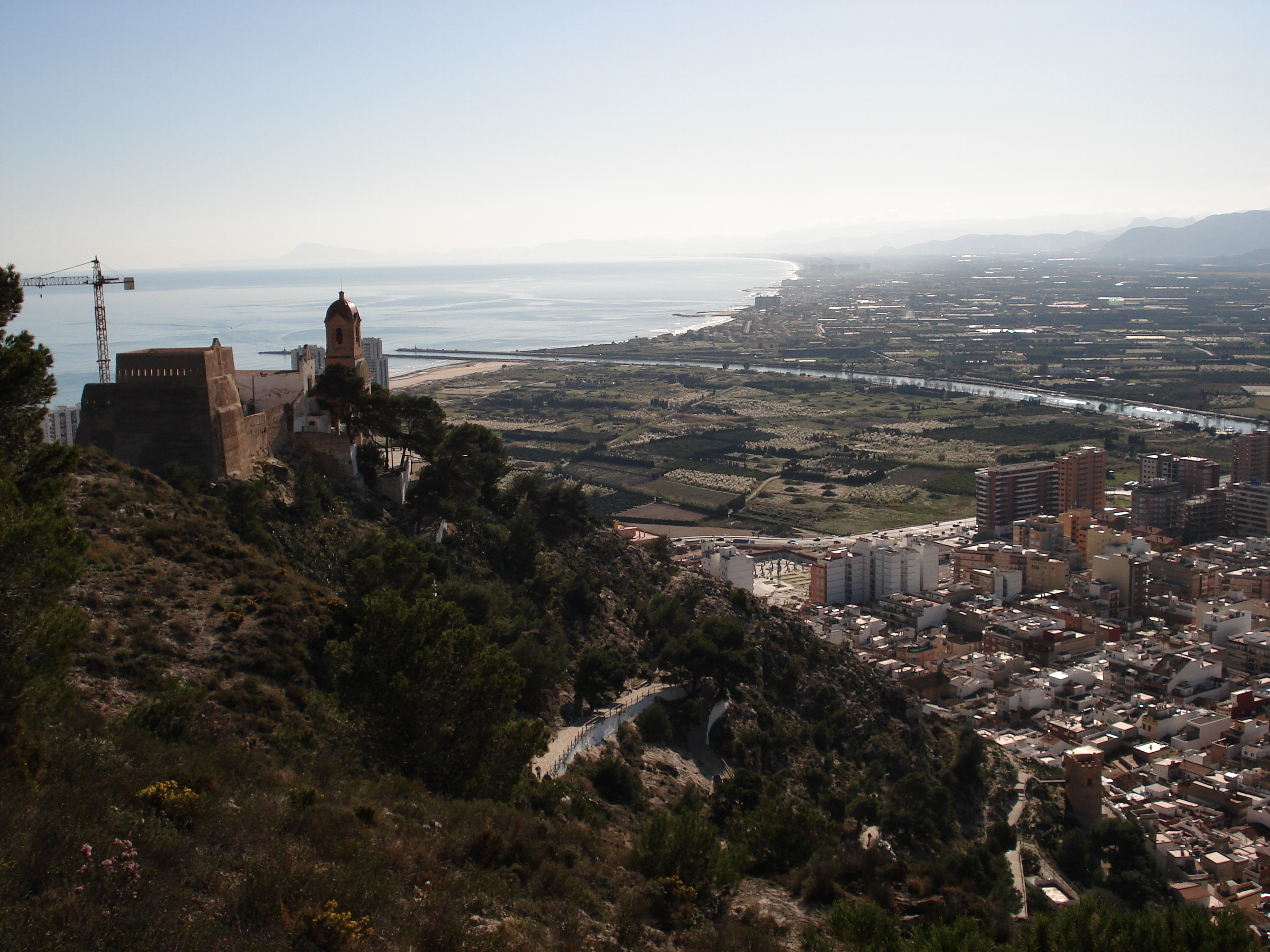
Foz do Rio Júcar em Cullera

Entre os rios alóctones destacam-se os dois mais importantes: o Segura, de 325 km, que nasce em Fonte Segura (Jaén) e o Júcar, de 498 km, que nasce em Ojuelos de Valdeminguete (Cuenca). Também são de relevância, apesar das suas bacias menores, o Rio Mijares, de 156 km, que nasce na Serra de Gúdar (Teruel) e o Túria, de 280 km, que nasce na Muela de San Juan, nas Serras de Albarracim (Teruel) e que desemboca em Valência. À exceção do Segura, que nasce na Cordilhera Bética, os restantes rios são originários do Sistema Ibérico. Têm um caudal permanente, com estiagens acusadas e sujeitos a cheias outonais, temidas devido às inundações nas suas planícies aluviais (de norte a sul: a Plana, a Horta, a Ribera e a Vega). Sofrem um intenso aproveitamento hídrico por meio de represas que desviam as suas águas para o consumo humano, industrial, turístico e sobretudo agrícola, servindo de base aos regadios valencianos.
Os rios autóctones caracterizam-se pela sua curta extensão, leito irregular e escasso, bacias pequenas e grande desniveís no seu percurso, e por se originarem nas serras próximas à costa. Costumam apresentar uma grande estiagem, com a seca completa do leito, mas também com fortes subidas deste.
Ao norte do golfo de Valência localizam-se os rios Sénia (limítrofe com a Catalunha), o Cérvol e o Cervera, ambos provenientes do Sistema Ibérico e cujo volume escasso é aproveitado para a rega. Pelo centro da planície litoral do golfo de Valência desaguam o Palância, o Serpis (ou Alcoi), e os pequenos rios Girona e Gorgos (ou Jalón). Todos eles, em conjunto com o Túria e o Júcar, conformam a maior planície aluvial do território valenciano. Este último serve de divisória entre os sistemas Ibérico e Bético e entre os seus afluentes estão o rio Magro e o rio Albaida com o Cáñoles e o Clariano. Quanto aos cursos de água menores, consistem no arroio (rambla) da Viúva, afluente do Mijares, o barranco do Carraixet, o arroio de Poyo, paralelos ao Túria, e finalmente o rio de Xelva (ou Toixa/Tuéjar) e a Rambla Castellarda, afluentes do Túria.
A sul do maciço penibético os rios são de volume muito escasso, leito habitualmente seco e apresentam leitos amplos e pedregosos. Destacam-se o Algar, o Amadorio, o Monnegre, o arroio das Ovelhas, que desemboca em Alicante, e o Vinalopó, com o seu afluente Tarafa. Um caso particular é o do rio Bergantes, que nasce perto da cidade de Morelha, na zona noroeste da província de Castelló e desemboca no Guadalope, afluente do Ebro.
| Principais rios da Comunidade Valenciana  |               |             |                     |                      |
| Rio                                       | Longitude(km) | Bacia (km²) | Caudal médio (m³/s) | Caudal máximo (m³/s) |
| Júcar                                     | 498           | 21 578      | 49,22               | 16 000               |
| Segura                                    | 325           | 19 525      | 21,59               | 2 000                |
| Túria                                     | 280           | 6 394       | 14,75               | 3 700                |
| Mijares                                   | 156           | 4 028       | 9,06                | 3 000                |
| Vinalopó                                  | 81            | 1 692       | 0,85                | -                    |
| Palância                                  | 85            | 911         | 0,20                | 900                  |
| Serpis                                    | 75            | 753         | 2,59                | 770                  |
| Fonte: Confederação hidrográfica do Júcar |               |             |                     |                      |

## Ecologia

### Flora
De uma perspetiva biogeográfica, a Comunidade integra-se no Reino Holártico, e mais concretamente na região mediterrânica.
| Zonas biogeográficas da Comunidade Valenciana |               |                          |                                |                     |       |                         |       |
| Reino                                         | Região        | Subregião                | Província                      | Subprovíncia        | Setor | Setor                   | Setor |
| Holártico                                     | Mediterrânica | Mediterrânico Occidental | Valenciano-Catalano-Provençal  | Catalano-Valenciana | 1.1   | Valenciano-Tarraconense |       |
| Holártico                                     | Mediterrânica | Mediterrânico Occidental | Valenciano-Catalano-Provençal  | Catalano-Valenciana | 1.2   | Setabense               |       |
| Holártico                                     | Mediterrânica | Mediterrânico Occidental | Castellano-Maestrazgo-Manchega | Castellana          | 2.2   | Manchego                |       |
| Holártico                                     | Mediterrânica | Mediterrânico Occidental | Castellano-Maestrazgo-Manchega | Oroibérica          | 2.3   | Maestracense            |       |
| Holártico                                     | Mediterrânica | Mediterrânico Occidental | Murciano–Almeriense            | Murciano–Almeriense | 3     | Alicantino-Murciano     |       |
| Fonte: Rivas Martínez, et al (2002)           |               |                          |                                |                     |       |                         |       |

Do ponto de vista bioclimático, a vegetação dispõe-se em estratos, em função altitudinal, que se correspondem com os termoclimas ou pisos bioclimáticos. Estão presentes os pisos termomediterrânico, mesomediterrânico, supramediterrânico e oromediterrânico, enquanto que a presença dos pisos crioromediterrânico e inframediterrânico é pontual.
Assim, a vegetação típica da Comunidade Valenciana é o bosque mediterrânico, caracterizado por vegetação de folha perene e xerófila, adaptada ao longo do período estival de seca. A espécie climáxica e dominante é a azinheira, se bem que a mais abundante seja o pinheiro-de-alepo. Outras espécies que se encontram em terras valencianas são os carvalhos e os sobreiros (estes últimos em zonas de substrato ácido) bem como a oliveira, a amendoeira, o alfarrobeira, a laranjeira e o diospireiro como espécies cultivadas. O sub-bosque dominante é composto por espécies lenhosas de tipo espinhoso e aromático, como o alecrim, o tomilho, o carrasco, o lentisco, a murta, o funcho, o junco-da-provença e a xara. Ao redor dos leitos e das zonas húmidas são abundantes as matas ribeirinhas e a vegetação palustre, formada por árvores como o choupo, o ulmeiro e o álamo, e por espécies herbáceas como as canas ou os carriços.

### Fauna

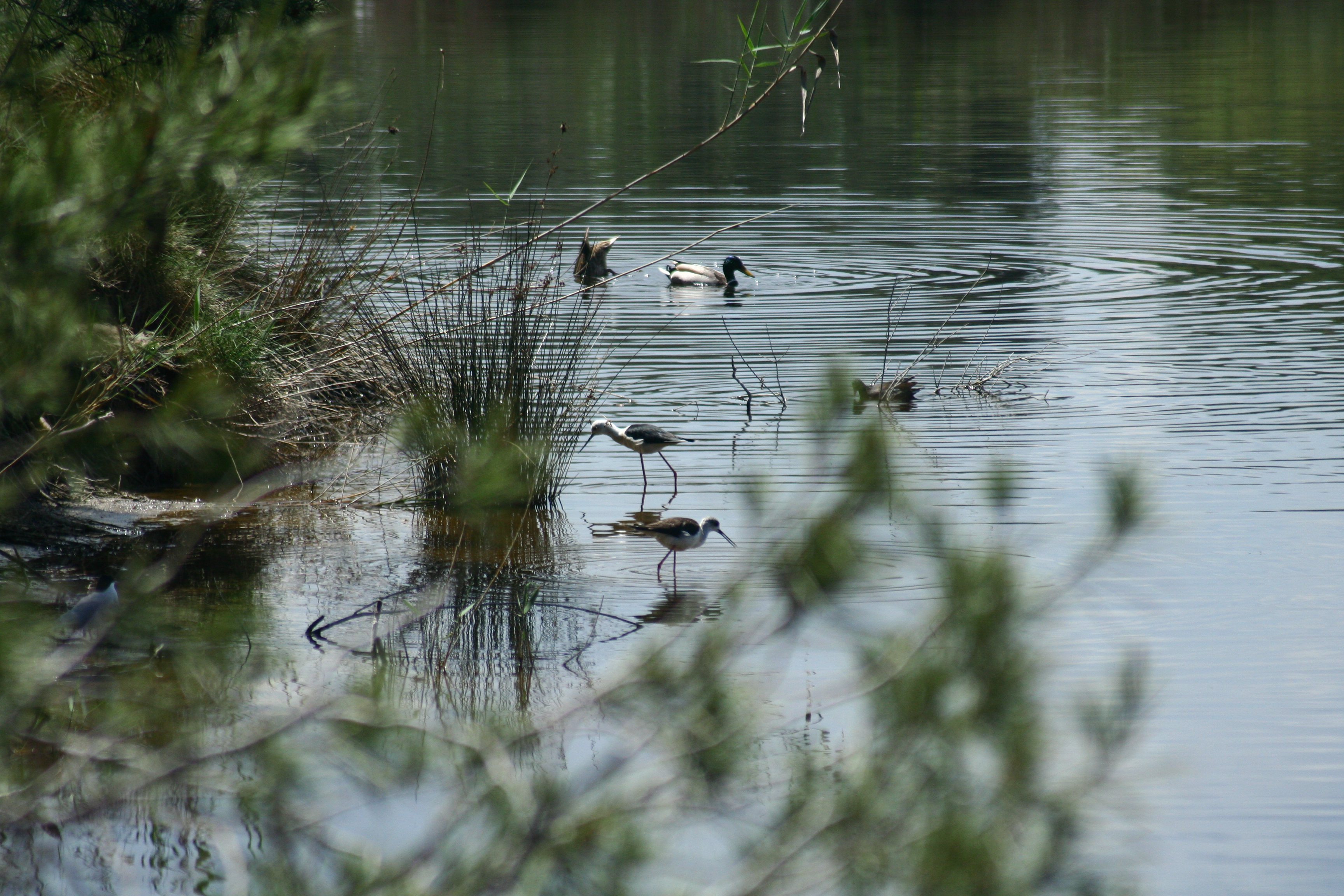
Pernilongos e patos-reais na Albufeira de Valência

Entre os peixes de água doce destacam-se algumas espécies como o fartet (Aphanius iberus) e o samarugo, endémicas à região, bem como populações de enguia, tainhota ou robalo.
No que diz respeito aos anfíbios, no território valenciano habitam várias espécies, como o sapo comum, o sapo corredor, rã comum, bem como a salamandra-dos-poços, entre outros. Os répteis que se encontram na Comunidade são representados por diversas espécies como por exemplo o sardão, a lagartixa-do-mato, a cobra-de-escada, a cobra-ratada, a víbora-cornuda ou o cágado-de-carapaça-estriada.
As espécies mais interessantes da avifauna são as aves-de-rapina e as aves aquáticas. Na Comunidade Valenciana exístem 22 espécies de rapina diurnas e sete noturnas, dentre as quais se destacam pela sua vulnerabilidade o peneireiro-das-torres, a águia-de-bonelli e a águia-pesqueira, o tartaranhão-ruivo-dos-pauis e o tartaranhão-caçador, o abutre-do-egipto, o milhafre negro, o falcão-peregrino e o falcão-da-rainha. No que concerne às aves aquáticas, existe uma grande variedade de anatídeos, como o pato-de-bico-vermelho, pato-trombeteiro, ou o pato-real. Também são destacáveis as colónias de garças, ressalva feita ao carraceiro, papa-ratos ou à garça-real-europeia, como também é de assinalar a presença de espécies como a galvina, o garajau-comum, o pernilongo, a pardilheira ou diversas espécies de gaivota. Outras aves e pássaros típicos incluem o gaio, a trepadeira azul, o pisco, o torcicolo ou o tentilhão.
A mastofauna está representada, fundamentalmente, por espécies de roedores, como a ratazana, o rato-de-água, o rato-do-campo ou o rato-das-hortas, bem com espécies de porte maior como o javalí, a raposa-vermelha, a fuinha, a gineta e o texugo. Além disto, é preciso mencionar que na Comunidade Valenciana existe uma grande variedade de espécies de morcegos, algumas delas de grande importância e em grave perigo de extinção, como o morcego-de-peluche ou o morcego-rabudo.

## Divisão administrativa
O Reino de Valência deixa de ser um território administrativa e juridicamente independente após a Batalha de Almansa de 1707. Os Decretos do Novo Plano de Filipe V detalham que, por direito de conquista, o reino torna-se de administração castelhana, e é excluída dos limites do reino conquistado a localidade de Caudete, hoje manchega. Ao adaptar-se à nova legislação, o território manter-se-à durante os sucessivos governos borbónicos como uma entidade uniprovincial.
Com a chegada ao poder dos liberais e a mudança do conceito do Reino de Castela para o de Reino de Espanha na constituição de 1812, surgem novas propostas de "regionalização provincial" do antigo reino. No entanto, todas elas (excluindo a constituição federal de 1873) respeitava a coesão territorial valenciana. O projeto de Segismundo Moret em 1884 propunha, por exemplo, a integração do sul valenciano (Alicante) numa nova região de Múrcia que incluía também Albacete, e a criação de uma nova região valenciana complementada pelas províncias de Cuenca e Teruel. De Madrid surgiram outras propostas que advogavam por uma região valenciana à qual se juntavam as províncias de Albacete e Múrcia. Também anteriormente, no ano de 1810, e com o governo napoleónico, foi encetada a divisão da região entre diferentes prefeituras de Castela, Múrcia e da Catalunha.
No século XX, as novas propostas de regionalização são abordadas por organismos estritamente valencianos e todas respeitam a coesão territorial da região, à exceção de uma proposta anarquista para a formação de um País Valenciano que incluía as províncias de Cuenca e Albacete. Assim, o projeto do Estatuto de Autonomia do País Valenciano de 1939, durante a Segunda República Espanhola, dá um primeiro passo nesse sentido. Em 1976, com a criação do Conselho do País Valenciano e posterior aprovação do Estatuto de Autonomia de 1982, concretiza-se a recuperação da entidade territorial da Comunidade, já que faz referência explícita ao antigo Reino de Valência.

### Províncias
As províncias constituem a divisão administrativa mais antiga ainda vigente na Comunidade Valenciana. Na primeira divisão provincial de Espanha sob domínio napoleónico, no século XIX, o território é dividido entre as prefeituras de Alicante e Valência, que limitava com a prefeitura de Tarragona segundo a linha que unia Vistabella e Peníscola. Em 1822 surge a primeira proposta semelhante ao mapa atual, baseada nas quatro antigas Governações do Reino de Valência, no qual se divide a região entre as províncias de Castelló, Valência, Játiva e Alicante. Javier de Burgos propõe mediante Real Decreto, em 30 de novembro de 1933, um mapa baseado na agrupação dos municípios e tendo o nome das suas capitais, por então atualizado já sem a província de Játiva. Posteriormente produziram-se duas modificações ao território valenciano: por 1851, acrescentam-se os povoados castelhanos de Vilhena e Sax à província de Alicante (provenientes das de Albacete e Múrcia, respetivamente) e de Requena-Utiel à de Valência (de Cuenca). Por outro lado, as localidades históricamente valencianas de Caudete e Almansa passaram a formar a província de Albacete.
A Comunidade Valenciana surge mediante a união formal das três províncias que abarcam o seu território histórico:
| Províncias da Comunidade Valenciana        |           |           |            |                   |                    |
| Província                                  | Província | Povoação  | Área (km²) | N.º de municípios | Partidos Judiciais |
|                                            | Alicante  | 1 934 127 | 5 816      | 141               | 13                 |
|                                            | Castelló  | 604 344   | 6 632      | 135               | 5                  |
|                                            | Valência  | 2 578 719 | 10 763     | 266               | 19                 |
| Fonte: Instituto Valenciano de Estadística |           |           |            |                   |                    |

### Comarcas
A organização comarcal está prevista no Estatuto de Autonomia, no entanto está por ser aprovada uma lei nesse sentido. O relatório publicado em 1987 pela Conselheiria da Administração Pública, intitulado «Propuesta de demarcaciones territoriales homologadas», propunha três categorias de demarcações territoriais homologadas (DTH). Assim, a primeira destas seria o município, seguida da comarca e por último, da província. No entanto, não é dada uma definição de comarca nem tão pouco se outorgavam competências ou entidades jurídicas a nível comarcal.
Apesar do comarcalismo ter sido uma forma de organização tradicional da Comunidade Valenciana, a divisão comarcal da anterior proposta resulta de um longo debate originário da década de 1960. A tabela que se segue enumera as 34 comarcas nas quais se divide atualmente:
| Comarcas da Comunidade Valenciana          |           |                  |            |      |
| Comarca                                    | Província | População (2012) | Área (km²) | Mapa |
| Alcalatén                                  | Castelló  | 16 536           | 603        |      |
| Alcoià                                     | Alicante  | 112 134          | 539,70     |      |
| Alt Maestrat                               | Castelló  | 7 715            | 662,90     |      |
| Alto Mijares                               | Castelló  | 4 514            | 667,40     |      |
| Alto Palancia                              | Castelló  | 25 602           | 964,90     |      |
| Alto Vinalopó                              | Alicante  | 53 734           | 645,00     |      |
| Baix Maestrat                              | Castelló  | 85 778           | 1 221,40   |      |
| Baix Vinalopó                              | Alicante  | 292 991          | 489,20     |      |
| Campo de Alicante/Alacantí                 | Alicante  | 481 589          | 673,57     |      |
| Camp de Morvedre                           | Valência  | 90 178           | 271,10     |      |
| Camp de Túria                              | Valência  | 154 428          | 814,90     |      |
| Canal de Navarrés                          | Valência  | 18 001           | 709,30     |      |
| Condado de Cocentaina/Comtat               | Alicante  | 28 549           | 376,40     |      |
| Costera                                    | Valência  | 74 084           | 528,10     |      |
| Horta Nord                                 | Valência  | 225 090          | 140,40     |      |
| Horta Oest                                 | Valência  | 351 524          | 187,30     |      |
| Horta Sud                                  | Valência  | 173 782          | 165,70     |      |
| Hoya de Buñol                              | Valência  | 43 782           | 817,30     |      |
| Marina Alta                                | Alicante  | 201 840          | 759,30     |      |
| Marina Baixa                               | Alicante  | 196 614          | 578,80     |      |
| Plana Alta                                 | Castelló  | 263 357          | 957,30     |      |
| Plana Baixa                                | Castelló  | 195 970          | 605,20     |      |
| La Plana de Utiel-Requena                  | Valência  | 40 701           | 1 725,90   |      |
| Els Ports/Los Puertos de Morella           | Castelló  | 5 092            | 903,90     |      |
| Ribera Alta                                | Valência  | 224 171          | 1 011,50   |      |
| Ribera Baixa                               | Valência  | 82 423           | 280,36     |      |
| Rincón de Ademuz                           | Valência  | 2 638            | 370,10     |      |
| Safor                                      | Valência  | 182 520          | 429,60     |      |
| Los Serranos                               | Valência  | 17 868           | 1 400,10   |      |
| Valência                                   | Valência  | 797 028          | 134,60     |      |
| Vall d'Albaida                             | Valência  | 92 106           | 721,60     |      |
| Valle de Cofrentes/Valle de Ayora          | Valência  | 10 468           | 1 141,20   |      |
| Vega Baja del Segura                       | Alicante  | 403 359          | 957,30     |      |
| Vinalopó Mitjà                             | Alicante  | 173 100          | 798,60     |      |
| Total                                      | -         | 5 129 266        | 23 253,30  |      |
| Fonte: Instituto Valenciano de Estadística |           |                  |            |      |

### Municipios
| Municípios mais populosos da Comunidade Valenciana | Municípios mais populosos da Comunidade Valenciana | Municípios mais populosos da Comunidade Valenciana | Municípios mais populosos da Comunidade Valenciana | Municípios mais populosos da Comunidade Valenciana | Municípios mais populosos da Comunidade Valenciana | Municípios mais populosos da Comunidade Valenciana |
| Município                                          | População                                          | Área km²                                           |                                                    | Município                                          | População                                          | Área km²                                           |
| -------------------------------------------------- | -------------------------------------------------- | -------------------------------------------------- | -------------------------------------------------- | -------------------------------------------------- | -------------------------------------------------- | -------------------------------------------------- |
| Valência                                           | 786 424                                            | 134,7                                              | Alzira                                             | 44 518                                             | 44,518                                             |                                                    |
| Alicante                                           | 332 067                                            | 201,3                                              | Mislata                                            | 43 281                                             | 43,281                                             |                                                    |
| Elche                                              | 228 647                                            | 326,1                                              | Dénia                                              | 41 672                                             | 66,18                                              |                                                    |
| Castelló                                           | 173 841                                            | 107,5                                              | Burjassot                                          | 37 641                                             | 3,4                                                |                                                    |
| Torre Velha                                        | 91 945                                             | 71,4                                               | Ontinyent                                          | 36 180                                             | 125,4                                              |                                                    |
| Oriola                                             | 83 417                                             | 365,4                                              | Burriana                                           | 34 783                                             | 47                                                 |                                                    |
| Torrente                                           | 80 551                                             | 69,5                                               | Petrer                                             | 34 754                                             | 104,26                                             |                                                    |
| Gandia                                             | 76 497                                             | 60,8                                               | Vilhena                                            | 34 530                                             | 345,6                                              |                                                    |
| Benidorm                                           | 69 010                                             | 38,5                                               | Villajoyosa                                        | 33 951                                             | 38,50                                              |                                                    |
| Paterna                                            | 67 156                                             | 35,9                                               | Vale de Uxó                                        | 31 828                                             | 67,10                                              |                                                    |
| Sagunto                                            | 65 003                                             | 132                                                | Santa Pola                                         | 31 529                                             | 58,6                                               |                                                    |
| Alcoi                                              | 59 675                                             | 129,9                                              | Aldaia                                             | 31 000                                             | 16,1                                               |                                                    |
| São Vicente de Raspeig                             | 55 946                                             | 40,5                                               | Alaquás                                            | 29 964                                             | 3,9                                                |                                                    |
| Elda                                               | 53 540                                             | 45,8                                               | Játiva                                             | 29 343                                             | 76,60                                              |                                                    |
| Vila-real                                          | 50 755                                             | 55,1                                               | Xirivella                                          | 29 309                                             | 5,2                                                |                                                    |

#### Entidades locais menores
Às localidades que estejam separadas territorialmente do município ao qual pertencem e que possuam características peculiares é-lhes garantido o estatudo de entidade local menor. Estas são inferiores aos municípios mas dispõem de personalidade e capacidade jurídica plena. Atualmente existem sete entidades locais menores: três na províncias de Valência, outras três na de Alicante e finalmente uma na de Castelló.
| Entidades locais menores da Comunidade Valenciana |                     |           |           |                          |
| Entidade local menor                              | Município           | Província | População | Membros da Junta Vecinal |
| La Llosa de Camacho                               | Alcalali            | Alicante  | 216       | 3                        |
| La Jara                                           | Dénia               | Alicante  | 1 557     | 7                        |
| Jesús Pobre                                       | Dénia               | Alicante  | 736       | 6                        |
| Ballestar                                         | Póvoa de Benifassar | Castelló  | 51        | 3                        |
| La Barraca d'Aigües Vives                         | Alzira              | Valencia  | 845       | 7                        |
| El Perelló                                        | Sueca               | Valencia  | 2 565     | 7                        |
| Mareny de Barraquetes                             | Sueca               | Valencia  | 878       | 7                        |
| Fonte: Generalidade Valenciana                    |                     |           |           |                          |

## Direito
O órgão jurisdicional superior da Comunidade Autónoma é o Tribunal Superior de Justiça da Comunidade Valenciana (TSJCV), sediado em Valência, perante o qual se esgotam as sucessivas instâncias processais sem prejuízo da jursidição que corresponde ao Tribunal Supremo. O tribunal é parte do Poder Judicial, único no Reino e cujo poder não pode ser transferido para as Comunidades Autónomas. O território valenciano divide-se em 36 partidos judiciais.
Assim, de acordo com o artigo 38 do Estatuto de Autonomia, o Síndic de Greuges é o Alto Comissariado das Cortes Valencianas, que vela pela defesa dos direitos e liberdades reconhecidos na Constituição e no Estatuto.
Após a reforma de 2006, o Estatuto de Autonomia anunciou no seu preâmbulo e recolheu no seu artigo 7.º que o desenvolvimento das competências da Generalidade procurariam o impulso e desenvolvimento do direito civil foral valenciano a partir da recuperação dos conteúdos correpondentes dos Foros de Valência. A primeira implementação desta competência deu-se em março de 2007 com a Lei de Regime Económico Matrimonial Valenciano.

## Demografia
A Comunidade Valenciana é, com 5 004 844 habitantes (INE 2014), a quarta comunidade autónoma de Espanha por população, e representa 10,7% da população nacional. Encontra-se distribuída de forma muito irregular, estando a maioria desta concentrada na faixa litoral e apresentando uma densidade de população média de 215,2 hab./km². A região apresenta um forte crescimento demográfico desde os anos 1960 — 14,8% da população é estrangeira (INE 2014).

### Evolução
O estudo da evolução demográfica da Comunidade Valenciana pode ser dividido em dois períodos claramente diferenciados e que pertencem a dois momentos diferentes de transição demográfica:
- O ciclo demográfico antigo (até ao século XVIII), caracterizado por uma alta mortalidade e alta natalidade;
- O ciclo demográfico moderno (a partir de finais do século XVIII e princípios do século XIX), nos que a diminuição da mortalidade provocou inicialmente uma transição demográfica, com fortes aumentos da população, transitando finalmente para uma estabilidade demográfica graças à diminuição da natalidade. No caso da Comunidade Valenciana, e no conjunto espanhol, ambos os ciclos coincidiram temporariamente com a ausência de censos de população fiáveis, que permissem estudos precisos dos estados e processos demográficos.

| Evolução demográfica da Comunidade Valenciana e percentagem em relação ao total nacional |           |           |           |           |           |           |           |           |           |
| Ano                                                                                      | 1857      | 1887      | 1900      | 1910      | 1920      | 1930      | 1940      | 1950      | 1960      |
| População                                                                                | 1 246 485 | 1 459 465 | 1 587 533 | 1 704 127 | 1 745 514 | 1 896 738 | 2 176 670 | 2 307 068 | 2 480 879 |
| Percentagem                                                                              | 8,06%     | 8,31%     | 8,53%     | 8,52%     | 8,16%     | 8,01%     | 8,37%     | 8,20%     | 8,11%     |
| Ano                                                                                      | 1970      | 1981      | 1991      | 1996      | 2001      | 2006      | 2008      | 2010      | 2014      |
| População                                                                                | 3 073 255 | 3 646 765 | 3 923 841 | 4 009 329 | 4 202 608 | 4 806 908 | 5 029 601 | 5 111 706 | 5 004 844 |
| Percentagem                                                                              | 9,05%     | 9,66%     | 9,95%     | 10,11%    | 10,22%    | 10,75%    | 10,90%    | 10,87%    | 10,7%     |
| Fonte: Instituto Nacional de Estadística                                                 |           |           |           |           |           |           |           |           |           |

### Estrutura
Em 2014, 18% da população tinha 65 anos ou mais.
Em princípios do século XXI, a estrutura populacional da Comunidade Valenciana denota uma clara maturidade demográfica, fruto do longo processo de transição demográfica que se prolongou em terras valencianas até o século XX. Observando a pirâmide demográfica da Comunidade Valenciana do ano 2010, podem-se observar as seguintes características:
- Uma clara diminuição da população jovem, devido à importante diminuição da natalidade.
- Aumento da população adulta, devido à entrada em fase adulta do numeroso contingente de população nascido depois do período de prosperidade económica dos anos 60 — baby boom —. A isto une-se também a população imigrante, normalmente em idade adulta.
- Aumento da população de terceira idade, devido ao aumento da esperança de vida.

Quanto à estrutura por sexo, há vários aspectos a realçar: 50,55% da população era do sexo feminino frente ao 49,45% do sexo masculino, pese embora o facto de nascerem mais rapazes na Comunidade; na terceira idade a maior porção da população idosa é do sexo feminino, devido à maior esperança de vida da mulher; e por outra parte a maior percentagem de população adulta masculina, em grande parte devido ao maior número de nascimentos de rapazes, bem como pela chegada de população imigrante, que é maioritariamente do sexo masculino.

### Distribuição
Tradicionalmente, a população valenciana concentra-se em localidades e zonas de cultivo próximas dos rios mais importantes (Júcar, Túria, Segura, Vinalopó), bem como em populações costeiras importantes com portos, dependendo das actividades agrícolas ou comerciais. As populações tradicionalmente mais importantes foram Sagunto ou Dénia, durante grande parte da sua história, Valência, Alicante, Játiva, Oriola, Vilhena, Elche, Gandia, ou Vila-real e mais recentemente, Alzira e Castelló.
Desta distribuição tradicional, originada pelas características orográficas do território valenciano e pela possibilidade da agricultura de regadio, deriva-se que, atualmente, a densidade de população é maior nas comarcas centrais e do sul, e menor nas comarcas do norte e do interior. Também afectou a demografía (e é talvez a excepção à mencionada distribuição) a grande actividade industrial ou de produtos derivados da agricultura, durante o século XX em cidades afastadas da costa como Alcoi, Onteniente, Elda, Petrer, Vilhena, e Vale de Uxó.
Nos últimos anos, acentuou-se a concentração de população em torno das grandes capitais, formando-se grandes áreas metropolitanas, apesar de que a concentração demográfica também se tenha dado em povos e cidades do litoral. Assim, populações tradicionalmente pequenas, como Benidorm, Gandia, Calpe e Torre Velha, têm sofrido um incremento populacional muito considerável, ainda maior durante a época estival, devido fundamentalmente às migrações geradas pelo turismo.
| Distribuição e densidade populacional da Comunidade Valenciana |                |                    |                                 |                   |                   |
| Província                                                      | População 2014 | Densidade hab./km² | Proporção Comunidade Valenciana | Proporção Espanha | Distribuição mapa |
| Valência                                                       | 2 548 898      | 235,9              | 50,93%                          | 5,46%             |                   |
| Alicante                                                       | 1 868 438      | 332,5              | 37,33%                          | 4,10%             |                   |
| Castelló                                                       | 587 508        | 91,1               | 11,74%                          | 1,28%             |                   |
| Total                                                          | 5 004 844      | 215,2              | 100%                            | 10,7%             |                   |
| Fonte: Instituto Nacional de Estadística                       |                |                    |                                 |                   |                   |

#### Áreas metropolitanas
Existem três áreas metropolitanas no território do País Valenciano, e quatro após a inclusão de outra que inclui também localidades da Região de Múrcia.
A principal área metropolitana da Comunidade Valenciana é a área metropolitana de Valência, situada na zona central do golfo de Valência e circundante à capital autonómica. Trata-se da terceira aglomeração em número de habitantes de Espanha, com um total de 1.774.201 habitantes (INE 2011). A área metropolitana de Alicante-Elche conta com 757 085 habitantes (INE 2014), sendo a oitava área metropolitana de Espanha por população. Trata-se do conjunto das áreas urbanas de Alicante (468 581 habitantes) e Elche-Crevilhente (288.504 habitantes), sendo deste modo uma área metropolitana bipolar. A área metropolitana de Castelló é formada pelos municípios de Castelló, Almassora, Vila-real, Benicasim, Borriol e Burriana, e tem 309 420 habitantes (INE 2008) e um área de 340 km², sendo Castellón da Plana o centro nevrálgico e município mais populoso da área metropolitana.
Finalmente existe também a área metropolitana de Múrcia-Oriola, que para além de contar com a área urbana desta última localidade, inclui as aglomerações metropolitanas de Múrcia, Molina de Segura e Alcantarilha. Esta área metropolitana suprarregional conta com uma população total de 776 784 habitantes (INE 2009), uma superfície de 1 787 km² e uma densidade de 445,54 *hab/km², pelo que é a sétima de Espanha.

### Imigração
Em 2014, 14,8% da população era de nacionalidade estrangeira, em comparação com a média de 10,7% no conjunto do Estado. A Comunidade Valenciana está dentre as que possuem a maior percentagem de emigrantes, sendo superada apenas pelas Ilhas Baleares. Alicante é a província com a maior percentagem de estrangeiros (20,6%), seguida de Castelló (15,4%) e Valência (10,1%).
Na primeira e segunda linhas de costa de Alicante existe um grande número de residentes do norte da Europa (sobretudo britânicos, alemães, holandeses, belgas e escandinavos), e em muitas das localidades destas zonas o número de imigrantes é superior ao de espanhóis. Na província de Castelló localiza-se uma das comunidades romenas mais importantes de Espanha. Quanto à sua procedência, a maioria é originária da Europa (59,4%), seguindo-se a América Latina (24,7%), África (12,2%, principalmente magrebinos) e Ásia (3,3%, principalmente chineses).

### Religião
O catolicismo é predominante no País Valenciano, com 75% da população a identificar-se como católica, embora 59,5% seja não praticante. Os ateus ou não crentes compõem 8,9% da população e os de outras confissões 2,7%. A Comunidade tem 1054 paróquias, 262 templos evangélicos, 164 mesquitas, 81 salões do reino, 25 lugares de culto para cristãos ortodoxos (do Patriarcado de Moscovo, Igreja Ortodoxa Búlgara e Igreja Ortodoxa Romena). Estão também presentes a Igreja de Jesus Cristo dos Santos dos Últimos Dias, os adventistas e mórmons.

## Línguas

Zonas de predomínios linguístico na Comunidade Valenciana:
Valenciano
Castelhano

Na Comunidade Valenciana existem duas línguas de uso generalizado entre a população: o valenciano e o castelhano, declarados idiomas oficiais no Estatuto de Autonomia. O valenciano (valencià), inserido no domínio linguístico catalão e assim denominado noutros territórios, é reconhecido como a língua própria da Generalidade Valenciana desde 1983 através da Lei de Uso e Ensino do Valenciano. Desde 2006 esse reconhecimento estende-se a toda a Comunidade Valenciana, tal como estabelecido no seu Estatuto de Autonomia. No entanto, o castelhano é empregue pela maioria da população e meios de comunicação. Ambos os idiomas contam com uma ampla tradição literária e cultural.
O país possui uma realidade sociolinguística muito complexa e plural, com o predomínio do castelhano nas zonas urbanas e do valenciano nas zonas rurais. A província de Castelló e o sul da província de Valência são as zonas onde mais se fala o valenciano, enquanto que na província de Alicante e na área metropolitana de Valência o uso da língua castelhana é maior.  Para além destas duas línguas, deve ser notado o uso da língua gestual valenciana entre a população surda e a sua proteção no Estatuto de Autonomia.
Historicamente, desde a colonização feudal medieval, o valenciano foi a língua maioritária em todo o país, graças a uma ligeira maioria no número de colonos procedentes da Catalunha, à exceção das comarcas limítrofes com Aragão (Rincón de Ademuz, Alto Mijares, Alto Palância e Los Serranos) nas quais os colonos aragoneses compunham uma maioria e onde implantaram o castelhano. O resto das comarcas de fala castelhana atuais (Hoya de Buñol, Canal de Navarrés, Vale de Cofrentes e alguns municípios do Vinalopó) resultam das repovoações com castelhanos no século XVII, após a expulsão dos mouriscos, já que estas comarcas eram de maioria andaluza entre os séculos XII e XVII. A comarca do Baixo Segura sofreu um processo de substituição linguística do catalão pelo castelhano que se deu no século XVII após uma epidemia de peste que em 1648 afetara a população anterior, valencianofalante. A comarca da Plana de Utiel, à semelhança dos municípios de Vilhena e Sax, não pertencia ao País Valenciano até ao século XIX, sendo de fala e cultura castelhanas. Assim, o Reino de Valência não era na Idade Média um país com uma dualidade linguística entre o valenciano e o castelhano, mas sim entre o valenciano e o árabe exceto nas comarcas da raia aragonesa, onde o castelhano predominava.
Atualmente, nas grandes cidades historicamente valencianofalantes, a presença do idioma é cada vez menor graças ao processo de menorização linguística introduzida a favor do castelhano, que a AVL, membros do IEC, o PSPV e a UGT apontam para a falta de apoio político. Uma sondagem de 2005 revela que cerca de 37% dos inquiridos do predomínio linguístico valenciano afirma usar a língua preferencialmente, enquanto em 1995 a percentagem era de 50%. O seu uso nas escolas também diminuiu entre 1993 e 2006. A imigração verificada nos primeiros anos do século XXI, de países maioritariamente castelhanofalantes, também explica a descida no uso da língua.

### Zonas de predomínio linguístico
O Estatuto de Autonomia de 1982 dispõe que, mediante uma lei, devem ser delimitados os territórios nos quais predominassem o valenciano e o castelhano, algo que permaneceu inalterado com a reforma de 2006. Em cumprimento desta previsão do Estatuto, em 1983 foi aprovada a Lei de Uso e Ensino do Valenciano, que inclui uma lista de municípios agrupados num ou noutro domínio linguístico. O termo é um conceito político-jurídico mediante o qual, em prol da normalização linguística, as administrações locais e autonómica podem fazer predominar o valenciano nas suas comunicações oficiais em qualquer âmbito. A inclusão de um município na zona de predomínio linguístico valenciano não significa que o uso da língua seja maioritário, mas sim que se tiveram em conta critérios históricos ou sociolinguísticos para a determinação das zonas nas quais a Generalidade ou os municípios podem levar a cabo ações que visem recuperar e/ou fortalecer a situação do valenciano.
O predomínio castelhano concentra-se sobretudo nas faixas interiores central e ocidental, juntamente com um exclave no extremo sul. Conforma 25% do território e cerca de 13% da população.
O predomínio valenciano concentra-se numa faixa costeira e comarcas contíguas, abarcando 75% do território onde reside aproximadamente 87% da população.
| Zona                | Castelhano | Valenciano | Uso indiferente | Outros |
| ------------------- | ---------- | ---------- | --------------- | ------ |
| Região Alacant      | 78,0%      | 12,2%      | 4,5%            | 5,3%   |
| Região Alcoi-Gandia | 24,1%      | 67,7%      | 5,3%            | 2,9%   |
| València i À.M.     | 71,6%      | 20,1%      | 8,2%            | 2,1%   |
| Região València     | 24,8%      | 66,4%      | 6,7%            | 2,1%   |
| Região Castelló     | 39,2%      | 49,1%      | 6,6%            | 5,1%   |
| Total               | 56,5%      | 33,4%      | 6,9%            | 3,2%   |

| 1989 | 49,6% | 45,8% | 4,5% | 0,1% |
| 1992 | 45,0% | 50,4% | 4,6% | 0,0% |
| 1995 | 47,2% | 50,0% | 2,8% | 0,0% |
| 2005 | 54,5% | 36,4% | 6,2% | 2,9% |
| 2008 | 56,8% | 32,3% | 7,6% | 3,3% |

## Política e governo

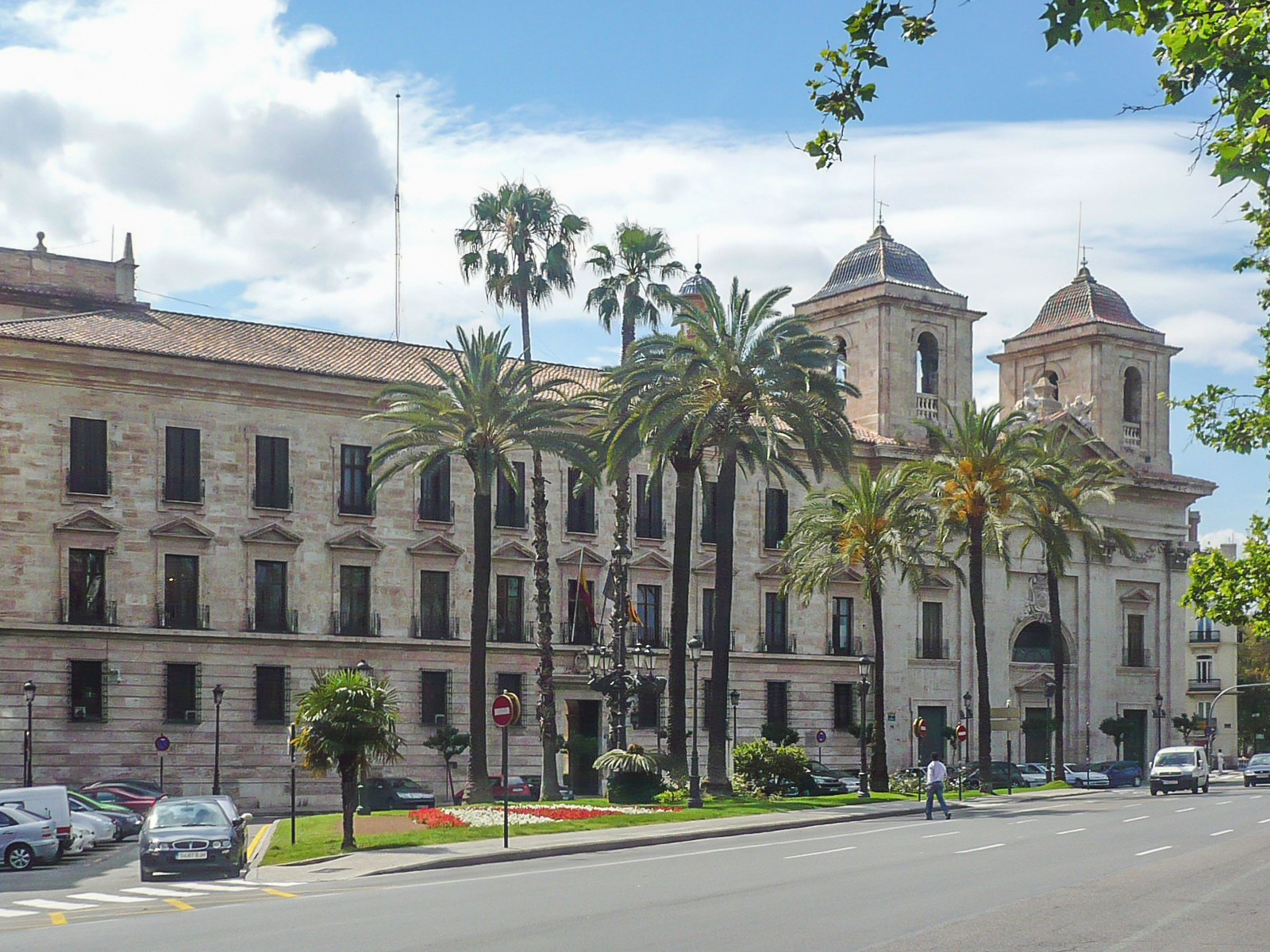
Palácio do Templo, sede da Delegação do Governo na Comunidade Valenciana

A Administração Geral do Estado é uma das administrações públicas de Espanha, caracterizada pela sua competência sobre todo o território nacional, em contraste com as administrações autonómicas e locais. O seu regime geral está recolhido no artigo 103 da Constituição Espanhola de 1978 e na Lei 6/1997, de 14 de abril de 1997, de sufrágio universal, livre, igual, direto e secreto. As Cortes exercem o poder legislativo da Generalidade Valenciana, aprovam os seus orçamentos e controlam e impulsam a ação política e de governo. Também se encarregam de designar seis senadores, que devem ter uma representação proporcional com cada grupo parlamentar das Cortes. Nas últimas eleições às Cortes Valencianas, celebradas a 22 de maio de 2015, o Partido Popular perdeu a sua maioria absoluta ao conseguir 31 escanos, frente aos 23 do PSPV-PSOE, 19 do Compromís, 13 do Ciudadanos e aos 13 do Podemos.
O poder executivo da Generalidade Valenciana recai no Conselho da Generalidade Valenciana, formado por um presidente (que por sua vez é também presidente da Generalidade), um vicepresidente ou vicepresidentes, e os conselheiros. O presidente é eleito pelas Cortes Valencianas, cargo ocupado desde 2015 por Ximo Puig Ferrer. Por ser designado pelas Cortes, o presidente reserva-se o poder de eleição de um governo do qual formem parte os conselheiros, que devem prometer ou jurar o Estatuto e a Constituição, e que se devem encarregar das diferentes áreas de governo.

### Administração autonómica

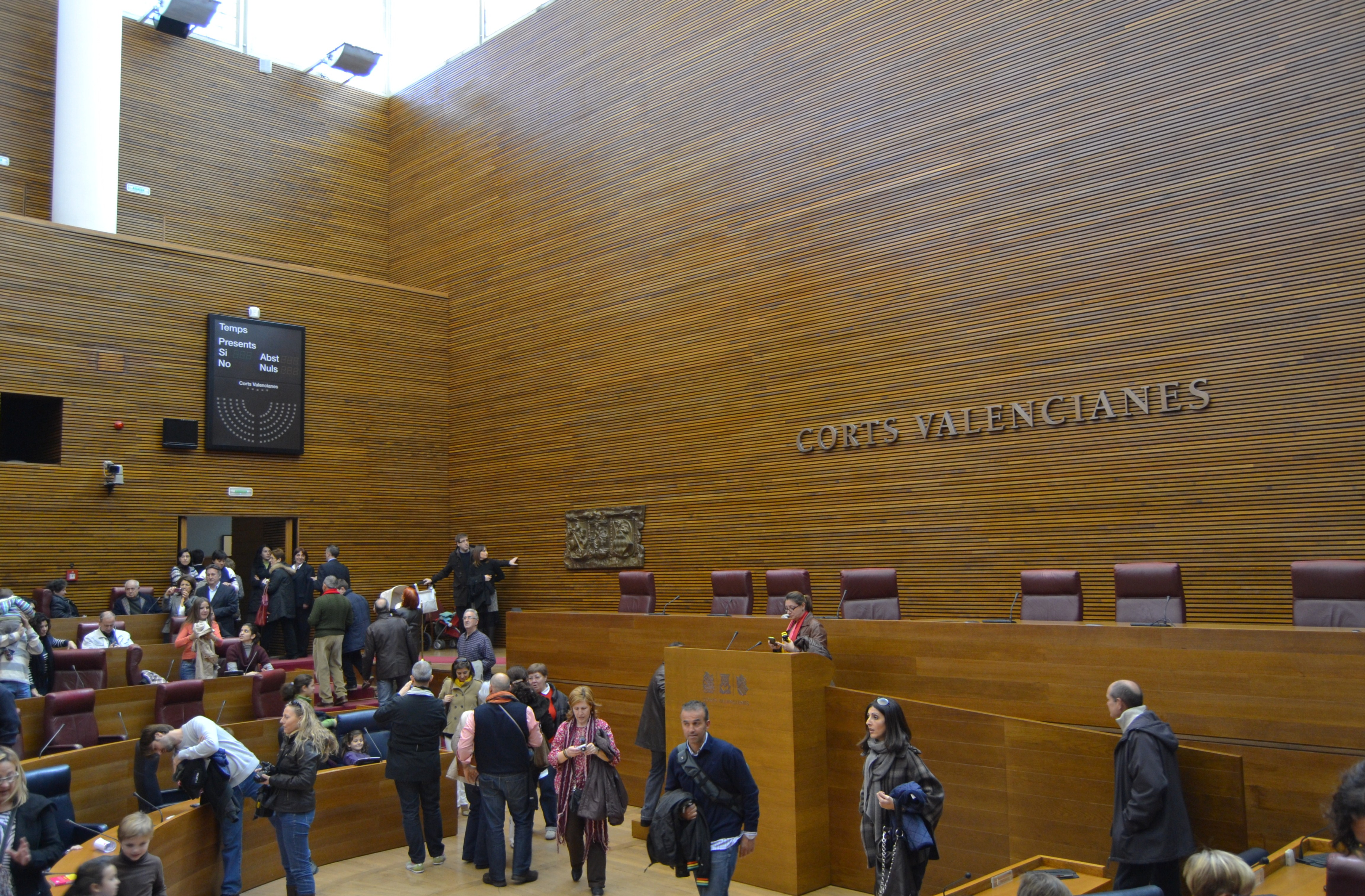
Hemiciclo das Cortes Valencianas

A Comunidade Valenciana, em reconhecimento da sua identidade como uma nação histórica do Estado espanhol, acedeu ao autogoverno e constituiu-se como comunidade autónoma através da promulgação do seu primeiro Estatuto de Autonomia em 1982. A Generalidade Valenciana designa o conjunto de instituições responsáveis pela administração das suas competências. Entre as mais importantes incluem-se:
- as Cortes Valencianas, órgão legislativo da comunidade composto por um mínimo de noventa e nove deputados eleitos por sufrágio universal segundo a representação proporcional, por um período de quatro anos;
- a Presidência, encabeçada pelo/a Presidente da Generalidade, eleito/a pelas Cortes;
- o Conselho, órgão arbitral de governo com poder executivo e regulamentar. É composto pelo/a presidente e pelos membros por ele designados.

O nome oficial da Generalidade Valenciana é Generalitat, de acordo com a revisão do Estatuto de 2006, e em substituição da dupla denominação anterior: Generalidad Valenciana e Generalitat Valenciana, apesar do uso corrente de ambos os termos em âmbitos sociais como forma de diferenciação em relação à Generalidade da Catalunha.
As Cortes Valencianas (Les Corts, na sua forma oficial valenciana), com sede no Palácio dos Bórgia em Valência, são um parlamento unicameral no qual está representado o povo valenciano mediante noventa e nove deputados eleitos para um período de quatro anos através de sufrágio universal, livre, igual, direto e secreto. As Cortes exercem o poder legislativo da Generalidade Valenciana, aprovam os seus orçamentos e controlam e impulsam a ação política e de governo. Também se encarregam de designar seis senadores, que devem ter uma representação proporcional com cada grupo parlamentar das Cortes. Nas últimas eleições às Cortes Valencianas, celebradas a 22 de maio de 2015, o Partido Popular perdeu a sua maioria absoluta ao conseguir 31 escanos, frente aos 23 do PSPV-PSOE, 19 do Compromís, 13 do Ciudadanos e aos 13 do Podemos.
O poder executivo da Generalidade Valenciana recai no Conselho da Generalidade Valenciana, formado por um presidente (que por sua vez é também presidente da Generalidade), um vicepresidente ou vicepresidentes, e os conselheiros. O Presidente é eleito pelas Cortes Valencianas, estando atualmente no cargo Ximo Puig Ferrer. Por ser designado pelas Cortes, o Presidente reserva-se o poder de eleger um governo do qual formem parte os conselheiros, que devem prometer ou jurar o Estatuto e a Constituição, e devem encarregar-se das diferentes áreas de governo.
| Conselho da Generalidade Valenciana |                              |
| Conselheiria | Responsável                  |
| Presidência do Conselho da Generalidade | Ximo Puig Ferrer             |
| Vicepresidência do Conselho da Generalidade Conselheiria de Igualdade e Políticas Inclusivas Porta-voz e secretaria do Conselho da Generalidade | Mònica Oltra Jarque          |
| Conselheiria de Economia Sustentável, Setores Produtivos, Comércio e Trabalho                                                                   | Rafael Climent González      |
| Conselheiria das Finanças e Modelo Económico | Vicent Soler i Marco         |
| Conselheiria da Educação, Investigação, Cultura e Desporto                                                                                      | Vicent Marzà Ibáñez          |
| Conselheiria de Saúde Universal e Saúde Pública                                                                                                 | Carmen Montón Giménez        |
| Conselheiria de Agricultura, Meio Ambiente, Mudança Climática e Desenvolvimento Rural                                                           | Elena Cebrián Calvo          |
| Conselheiria de Transparência, Responsabilidade Social, Participação e Cooperação                                                               | Manuel Alcaraz Ramos         |
| Conselheiria de Habitação, Obras Públicas e Vertebração do Território                                                                           | María José Salvador Rubert   |
| Conselheiria de Justiça, Administração Pública, Reformas Democráticas e Liberdades Públicas                                                     | Gabriela Bravo Sanestanislao |
| Fonte: Generalidade Valenciana |                              |

### Administração local
De acordo com o título VIII da Constituição, em Espanha a administração local é formada pelo conjunto de administrações públicas que gerem principalmente as províncias e municípios, gozando cada uma destas entidades de autonomia para a gestão dos seus respectivos interesses.

#### Deputações provinciais
As províncias de Alicante, Castelló e Valência são entidades com personalidade jurídica própria, e com autonomia para a gestão dos seus interesses, através das deputações provinciais. A regulação destas está disposta na atual Constituição Espanhola de 1978, Lei 7/1985 de 2 de abril, que define e regula as bases do regime local bem como no Texto Refundido 781/86 de 18 de abril, das disposições legais vigentes em matéria do Regime Local.  As deputações têm um sistema de representação indireta, já que os seus deputados são designados mediante o número de vereadores municipais obtidos por cada partido político. Na tabela pode observar-se a estrutura organizativa das diferentes deputações provinciais da Comunidade Valenciana:
| Deputações provinciais 2015-2019                   |           |                         |            |                  |                  |
| Deputação                                          | Deputação | Presidente              | Presidente | N.º de deputados | N.º de deputados |
|                                                    | Castelló  | Javier Moliner Gargallo |            |                  | 14               |
|                                                    | Castelló  | Javier Moliner Gargallo | 8          |                  |                  |
|                                                    | Castelló  | Javier Moliner Gargallo | 2          |                  |                  |
|                                                    | Castelló  | Javier Moliner Gargallo | 2          |                  |                  |
|                                                    | Castelló  | Javier Moliner Gargallo | 1          |                  |                  |
|                                                    | Valência  | Jorge Rodríguez Gramage |            |                  | 12               |
|                                                    | Valência  | Jorge Rodríguez Gramage | 9          |                  |                  |
|                                                    | Valência  | Jorge Rodríguez Gramage | 6          |                  |                  |
|                                                    | Valência  | Jorge Rodríguez Gramage | 2          |                  |                  |
|                                                    | Valência  | Jorge Rodríguez Gramage | 1          |                  |                  |
|                                                    | Valência  | Jorge Rodríguez Gramage | 1          |                  |                  |
|                                                    | Alicante  | César Sánchez Pérez     |            |                  | 15               |
|                                                    | Alicante  | César Sánchez Pérez     | 10         |                  |                  |
|                                                    | Alicante  | César Sánchez Pérez     | 3          |                  |                  |
| Ciudadanos – Partido de la Ciudadanía              | Alicante  | César Sánchez Pérez     | 1          |                  |                  |
|                                                    | Alicante  | César Sánchez Pérez     | 1          |                  |                  |
| Fonte: Deputações de Alicante, Castelló e Valência |           |                         |            |                  |                  |

#### Municípios
Nas Eleições municipais de 2015, o Partido Popular foi a força política municipal que obteve o maior número de votos, tendo sido no entanto superada pelas coligações entre o PSPV-PSOE e a Coligação Compromís, juntamente com a EUPV e candidaturas locais próximas ao Podemos em diversos municípios valencianos. A Coligação Compromís governa na Cidade de Valência enquanto o PSPV-PSOE governa em Alicante e Castelló.
| Principais Municípios da Comunidade Valenciana 2015-2019 |           |                             |         |                   |                   |
| Município                                                | Município | Alcaide                     | Alcaide | N.º de vereadores | N.º de vereadores |
|                                                          | Castelló  | Amparo Marco Gual           |         |                   | 8                 |
|                                                          | Castelló  | Amparo Marco Gual           | 7       |                   |                   |
|                                                          | Castelló  | Amparo Marco Gual           | 4       |                   |                   |
|                                                          | Castelló  | Amparo Marco Gual           | 4       |                   |                   |
|                                                          | Castelló  | Amparo Marco Gual           | 4       |                   |                   |
|                                                          | Valência  | Joan Ribó i Canut           |         |                   | 10                |
|                                                          | Valência  | Joan Ribó i Canut           | 9       |                   |                   |
|                                                          | Valência  | Joan Ribó i Canut           | 6       |                   |                   |
|                                                          | Valência  | Joan Ribó i Canut           | 5       |                   |                   |
|                                                          | Valência  | Joan Ribó i Canut           | 3       |                   |                   |
|                                                          | Alicante  | Gabriel Echávarri Fernández |         |                   | 8                 |
|                                                          | Alicante  | Gabriel Echávarri Fernández | 6       |                   |                   |
| Guanyar Alacant                                          | Alicante  | Gabriel Echávarri Fernández | 6       |                   |                   |
|                                                          | Alicante  | Gabriel Echávarri Fernández | 6       |                   |                   |
|                                                          | Alicante  | Gabriel Echávarri Fernández | 3       |                   |                   |
| Fonte: Ministerio del Interior                           |           |                             |         |                   |                   |

## Economia
O Produto Interno Bruto per capita do País Valenciano em 2014 era de 20.073 euros, e o seu PIB era de 99.345 milhões de euros, colocando a comunidade em décimo primeiro e quarto lugar (9,7%) no conjunto de Espanha, respetivamente. É de notar a transformação da economia valenciana desde os anos 70 (devido à sua popularização como destino turístico), altura em que se inicia o foco no setor terciário que atualmente chega a 71,1% do PIB regional, um quinto do qual corresponde à hotelaria e um quarto ao setor imobiliário. O mercado laboral está pautado pela elevada taxa de desemprego, baixas afiliações à segurança social e pela sua polarização no setor serviços devido à crise económica de 2008.
| Estrutura do Produto Interno Bruto da Comunidade Valenciana           |                       |                       |         |         |
| Sector económico                                                      | Comunidade Valenciana | Comunidade Valenciana | Espanha | Espanha |
| Sector económico                                                      | 1983                  | 2010                  | 1983    | 2010    |
| Agricultura, pesca e pecuária                                         | 6,0                   | 2,3                   | 6,5     | 2,6     |
| Indústria e energia                                                   | 28,3                  | 16,3                  | 27,6    | 15,6    |
| Construção                                                            | 6,7                   | 10,3                  | 6,2     | 10,0    |
| Serviços                                                              | 59,0                  | 71,1                  | 59,7    | 71,8    |
| Fonte: Cámara Oficial de Comércio, Indústria y Navegación de Valencia |                       |                       |         |         |

| Indicadores do mercado de trabalho da Comunidade Valenciana                 |                                  |                                  |
| Indicador                                                                   | 2011                             | 2012                             |
| População activa (milhares)[a]                                              | 2.501,2                          | 2.494,4                          |
| População empregada (milhares)[a] Agricultura Indústria Construção Serviços | 1.888,8 58,7 327,8 147,4 1.354,8 | 1.804,5 66,8 309,8 125,0 1.302,8 |
| População desempregada (milhares)[a]                                        | 612,45                           | 689,8                            |
| Afiliados à Segurança Social                                                | 1.670.716                        | 1.598.510                        |
| Desemprego registado (pessoas)                                              | 535.036                          | 569.735                          |
| Fonte: Cámara Oficial de Comércio, Indústria y Navegación de Valencia       |                                  |                                  |

| Taxa de desemprego por província entre 2005 e 2013(percentagem do 4.º trimestre anual) |       |       |       |       |       |       |       |       |       |       |
| Província                                                                              | 2005  | 2006  | 2007  | 2008  | 2009  | 2010  | 2011  | 2012  | 2013  | 2014  |
| Alicante                                                                               | 10,06 | 10,37 | 11,13 | 16,04 | 23,84 | 24,81 | 26,47 | 28,57 | 30,10 | 24,91 |
| Castellón                                                                              | 6,21  | 6,39  | 7,37  | 14,73 | 21,39 | 23,96 | 26,65 | 27,72 | 28,93 | 24,62 |
| Valencia                                                                               | 7,03  | 7,63  | 8,00  | 14,03 | 21,89 | 21,31 | 24,46 | 27,86 | 26,06 |       |
| Comunidade Valenciana                                                                  | 8,81  | 8,37  | 8,76  | 12,13 | 21,24 | 23,3  | 23,65 | 27,6  | 27,15 | 23,48 |
| Fonte: Instituto Nacional de Estadística                                               |       |       |       |       |       |       |       |       |       |       |

O comércio exterior da Comunidade sofreu um grande desenvolvimento ao longo dos últimos anos, ampliando o seu peso na economia valenciana sobretudo devido às exportações. Estas sustentam 18,3% do PIB regional, sendo a terceira autonomia em termos de exportações e com uma taxa de cobertura de 96,2%. Os produtos mais exportados consistem em veículos e componentes automóveis, cerâmica, maquinaria, esmaltes, matérias plásticas, calçado, mobiliário, lâmpadas e têxteis, bem como produtos agrícolas, especialmente cítricos e hortaliças. Os principais produtos importados são sobretudo bens intermédios, equipamentos industriais e automóveis.
| Comércio exterior da Comunidade Valenciana                            |                       |                       |              |                   |              |
| Tipo                                                                  | Comunidade Valenciana | Comunidade Valenciana | Espanha      | Espanha           | % em Espanha |
| Tipo                                                                  | Milhões de €          | Taxa de Cobertura     | Milhões de € | Taxa de Cobertura | % em Espanha |
| Exportaciones                                                         | 18 694                | 96,2%                 | 185 799      | 78,0%             | 10,1%        |
| Importaciones                                                         | 19 419                | 96,2%                 | 238 081      | 78,0%             | 8,1%         |
| Fonte: Cámara Oficial de Comércio, Indústria y Navegación de Valencia |                       |                       |              |                   |              |

## Infraestrutura e meios de transporte

### Rodovia
As estradas do território dividem-se em quatro categorias segundo o gestor das mesmas. A primeira categoria corresponde às vias pertencentes à Rede de Estradas de Espanha (Red de Carreteras del Estado) cuja responsabilidade compete ao Ministério do Fomento. Nela inserem-se as autoestradas e vias rápidas de importância nacional, bem como as estradas nacionais.
A segunda categoria engloba as estradas geridas pela Conselheiria de Infraestruturas, que formam a Rede de Estradas da Generalidade Valenciana. Inclui estradas convencionais, vias rápidas e autoestradas autonómicas.
A terceira categoria corresponde a estradas da responsabilidade das deputações provinciais e conformam a Rede Provincial.
Finalmente, existem também estradas locais, sob a alçada das diferentes administrações locais (deputações provinciais e municípios).

#### Trólei

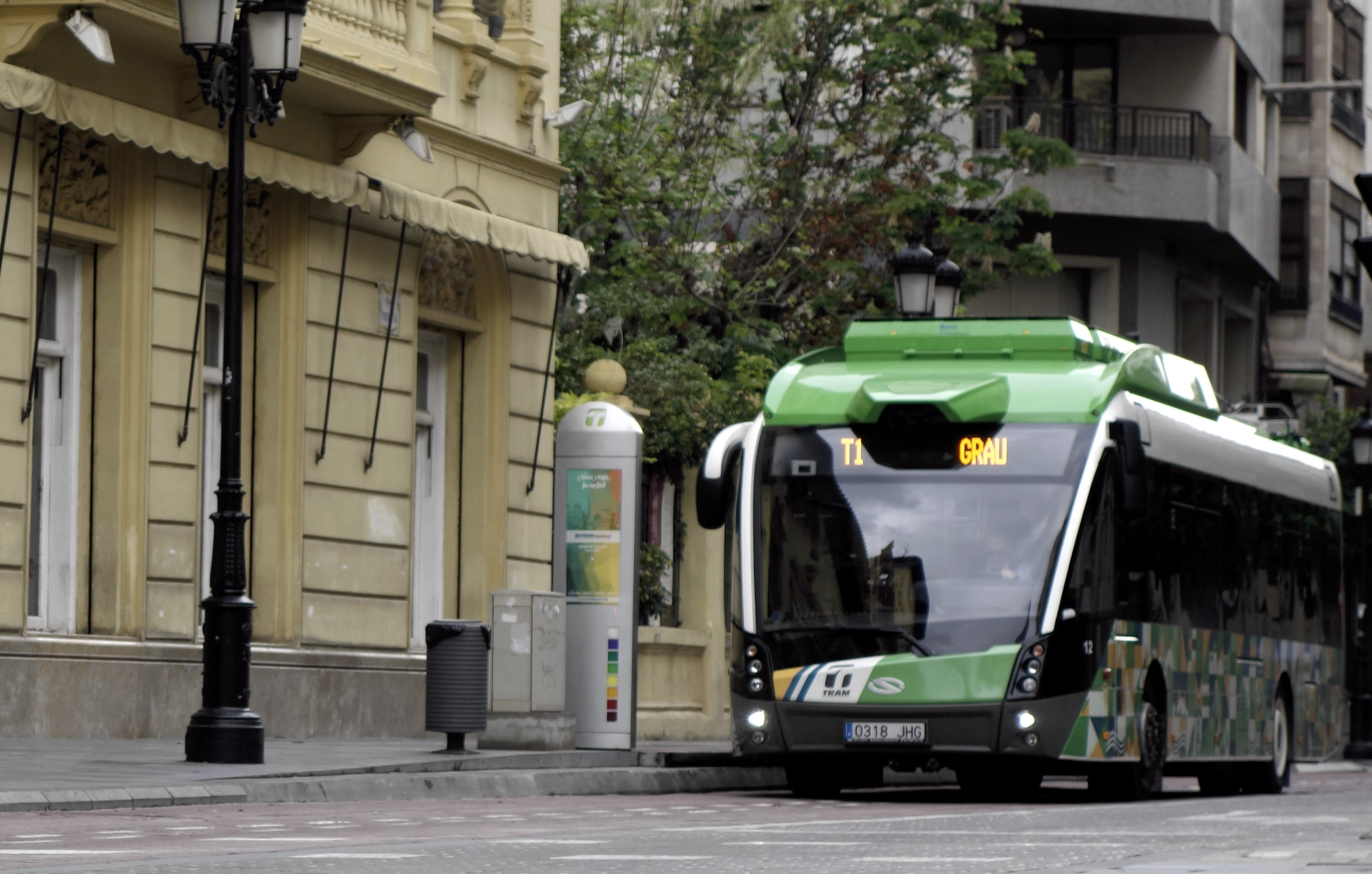
TRAM de Castelló

O TRAM (Transporte Metropolitano de la Plana) é um sistema de autocarros rápidos, alimentado por uma catenária que circula por canal reservado e infraestrutura partilhada, tendo prioridade em cruzamentos.

### Aviação

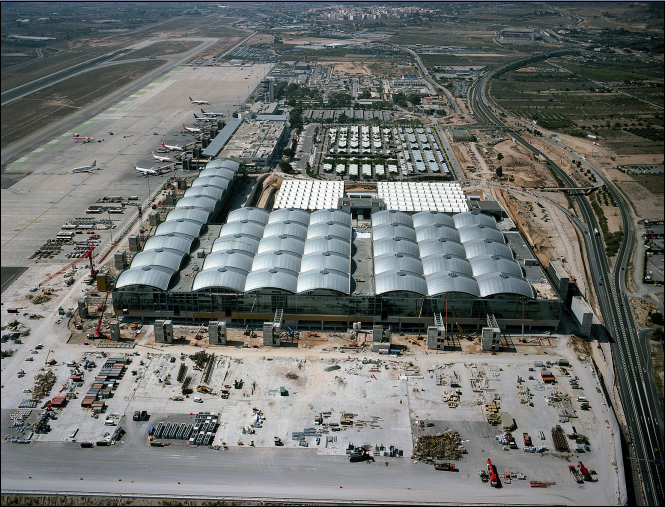
Construção do novo terminal do Aeroporto de Alicante (2010)

A Comunidade Valenciana conta com dois aeroportos em serviço, e outro que aguarda o seu início de atividade:
- Aeroporto de Alicante-Elche (IATA: ALC, ICAO: LEAL) localizado em Altet, no município de Elche. Gerido pela AENA, a sua posição é quase equidistante aos centros urbanos de Alicante (9 km) e Elche (10 km). A sua origem remonta à Base Aérea de Rabasa, criada com fins militares durante a Guerra Civil Espanhola e cujas condições insuficientes levaram à construção de um outro terminal, concluído em 1967. É o sexto em número de passageiros de toda a rede aeroportuária espanhola, e o de maior tráfego na Comunidade, já que a sua área de influência se estende também à Região de Múrcia;
- Aeroporto de Valência (IATA: VLC, ICAO: LEVC), situado nos subúrbios da cidade entre os municípios de Manises e Quart de Poblet. Inaugurado em 1933, e com o atual terminal em funcionamento desde 1983, é o nono a nível nacional e segundo a nível autonómico em termos de passageiros.
- Aeroporto de Castelló (IATA: CDT, ICAO: LECH), localizado nas imediações de Vila Nova de Alcolea e Benlloch e inaugurado oficialmente em março de 2011. Gerido inicialmente pela empresa pública Aerocas, e posteriormente pela canadense SNC-Lavalin, apenas em dezembro de 2014 se garantem todas as autorizações para a sua operação, convertendo-se num símbolo internacional do gasto orçamental excessivo que caracterizou o período anterior à crise espanhola de 2008-2015.[78][79][80] Em setembro de 2015 deu-se o primeiro voo regular, com destino a Londres, pela companhia Ryanair.

### Portos

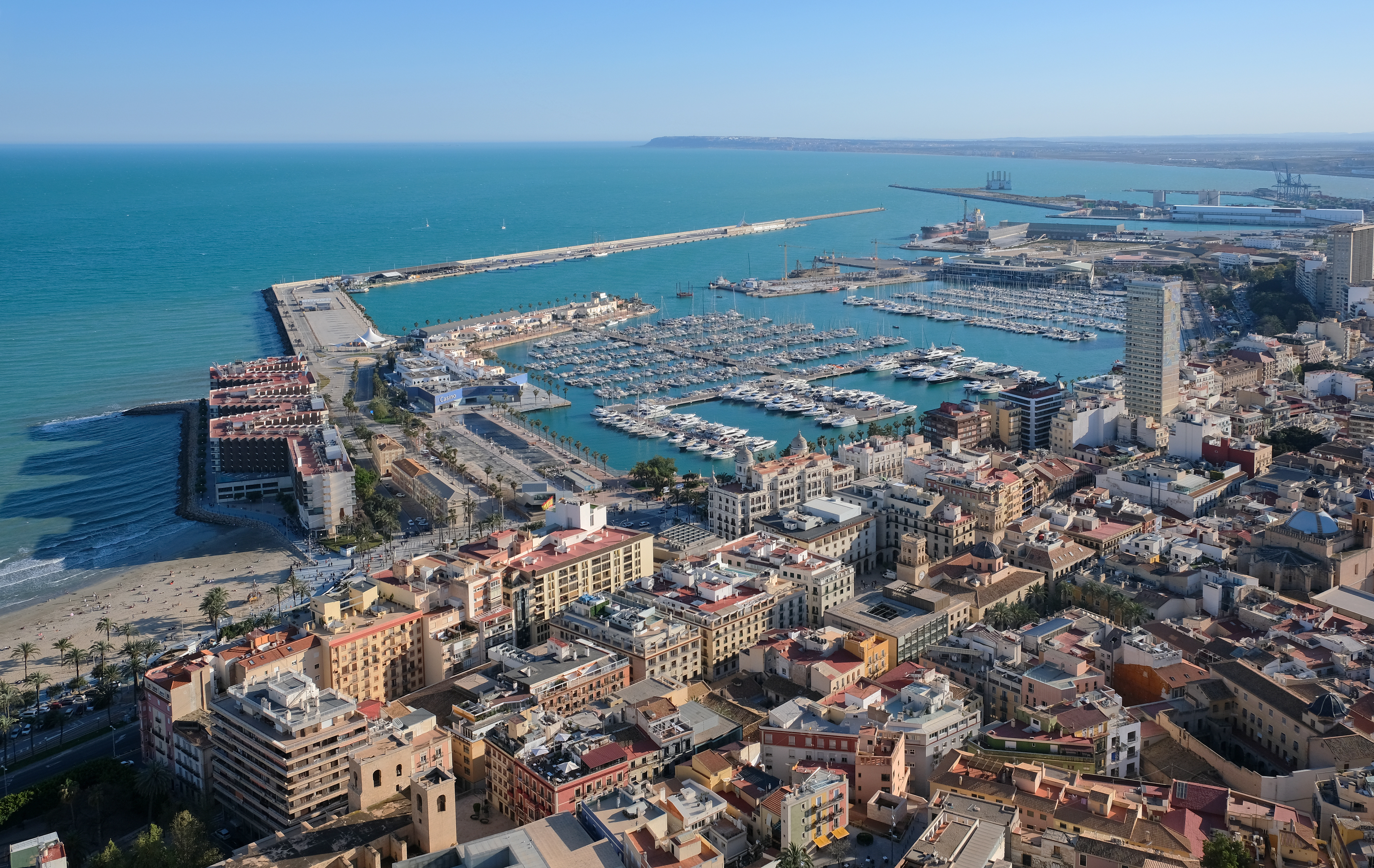
Porto de Alicante

Os portos de Alicante, Castelló, Valência, Sagunto e Gandia são classificados como sendo de interesse geral, razão pela qual são administrados diretamente pelo organismo público Puertos del Estado, sob a alçada do Ministério do Fomento. As autoridades portuárias da Comunidade Valenciana são três, que gerem cinco portos de interesse geral valencianos – Valência, Sagunto e Gandia (Autoridade Portuária de Valência), Alicante e Castelló.

### Ferrovia

#### ADIF

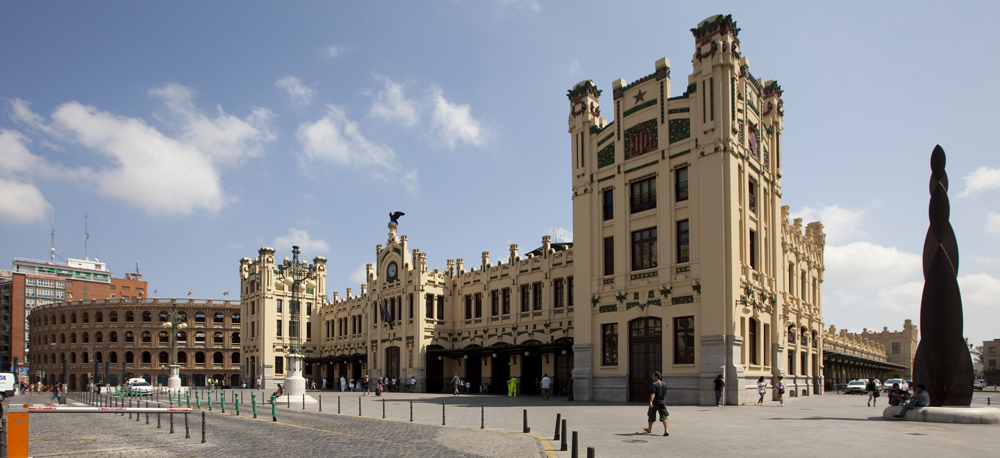
Fachada da Estação do Norte de Valência, declarada Bem de Interesse Cultural

O principal eixo ferroviário da Comunidade é o denominado Corredor do Mediterrâneo, com início na fronteira com França, na estação internacional de Portbou até ao município murciano de Lorca, atravessando todo o território valenciano de norte a sul.
A Comunidade também está ligada a Madrid através de via convencional e de alta velocidade. A primeira une a capital espanhola com Valência através de Cuenca ou Albacete, e com Alicante através de Albacete. Valência também está ligada a Aragão através de Sagunto, sendo possível chegar a qualquer das três capitais de província aragonesas através de uma linha não electrificada. Os principais interfaces ferroviários localizam-se nas capitais provinciais. As cidades de Valência e Alicante contam também com um serviço ferroviário suburbano.

#### FGV

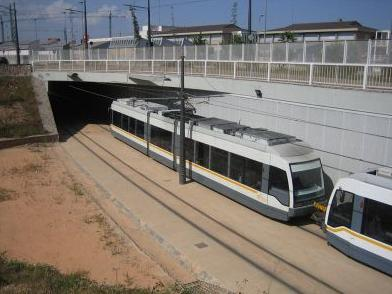
Uma unidade tranviária (Siemens-Düwag série 3800) à entrada de um troço subterrâneo

Para além das redes de bitola ibérica e internacional, exploradas na sua totalidade pelo ADIF, a Comunidade Valenciana encarrega-se de uma rede ferroviária de via estreita operada pela empresa Ferrocarrils de la Generalitat Valenciana, que é também a operadora das redes de metro e elétrico de Valência e de tram-train de Alicante.
- A rede MetroValencia foi a terceira a ser formada em Espanha, seguindo as de Madrid e Barcelona, e é a segunda em termos de extensão e a quarta em termos de utilizadores. A atual rede é a sucessora do Trenet de Valência, nome popular para a antiga rede suburbana de caminhos de ferro da cidade, e compõe-se de cinco linhas de metro e três linhas de elétrico.
- A rede TRAM Metropolitano de Alicante é formada por seis linhas que unem Alicante, Benidorm e Dénia e combina vários perfis: elétrico em superfície por vias tranviárias e ferroviárias, o metro ligeiro (tanto à superfície como subterrâneo) em núcleo urbano e serviços suburbanos (tanto com comboios a diesel como com tram-train, com velocidades de até 100 km/h).

## Serviços públicos

### Educação

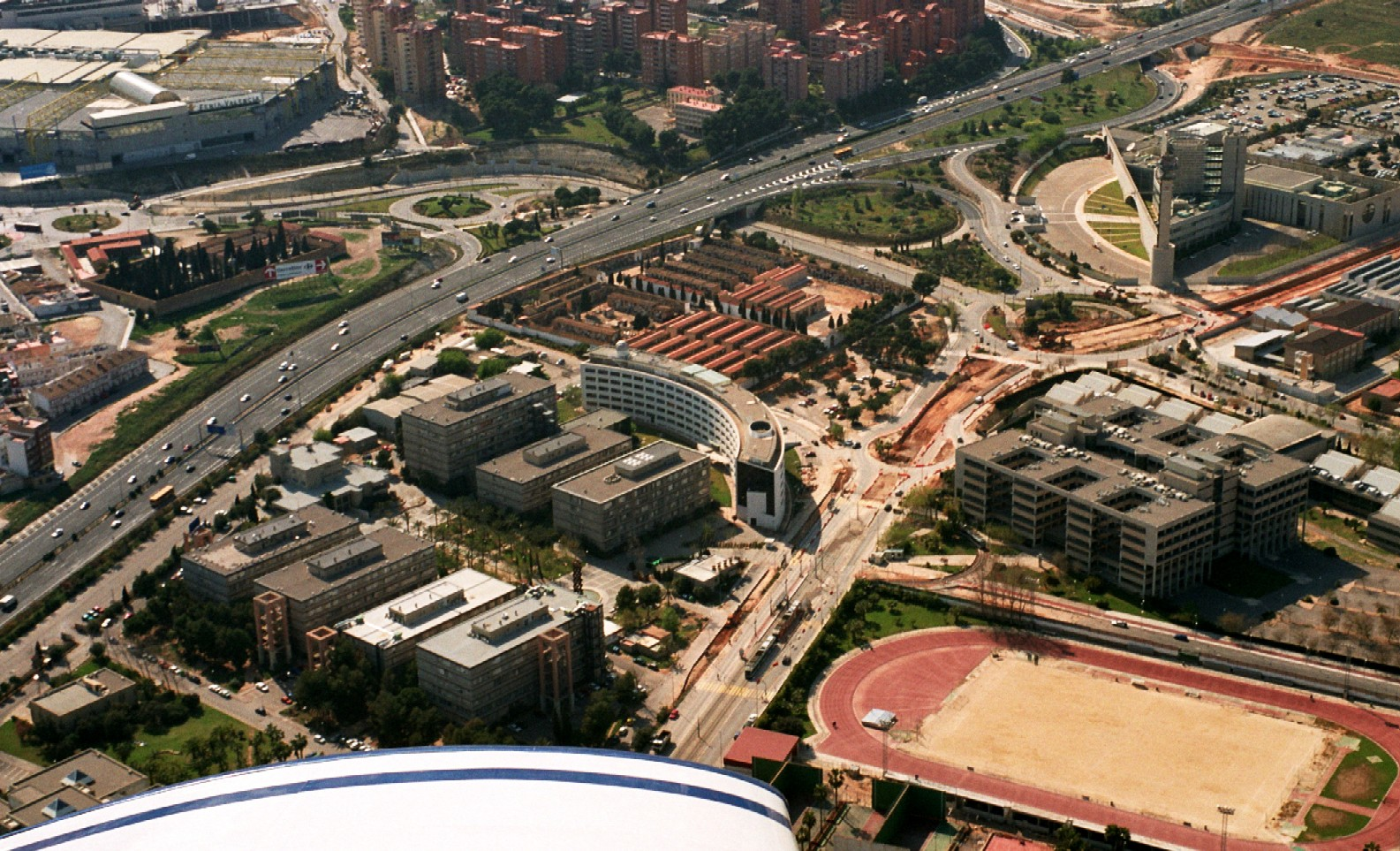
Campus de Burjassot da Universidade de Valência

A educação pública na Comunidade, como no resto de Espanha, é obrigatória e gratuita para todos os indivíduos. O ensino obrigatório compreende dez anos de escolaridade e desenvolve-se entre os seis e os dezasseis anos de idade, após o qual o aluno pode aceder ao bachelarato, à formação profissional de grau médio, aos ciclos de grau médio de artes plásticas e desenho, ao ensinos desportivo de grau médio ou ao mercado de trabalho.
A Comunidade alberga várias instituições de prestígio como a Universidade de Valência, fundada em 1499. A pedido de Jaime I, o Papa Inocêncio IV autoriza, em 1246, uma bula papal para o estabelecimento dos estudos gerais em Valência. Os seus estatutos foram aprovados pelos magistrados municipais a 30 de abril de 1499, data considerada como a da sua fundação.
Outras instituições incluem a Universidade de Alicante; a Universidade Miguel Hernández de Elche; a Universidade Jaime I e a Universidade Internacional Valenciana em Castelló; a Universidade Católica de Valência e a CEU Cardenal Herrera na mesma cidade.

### Saúde

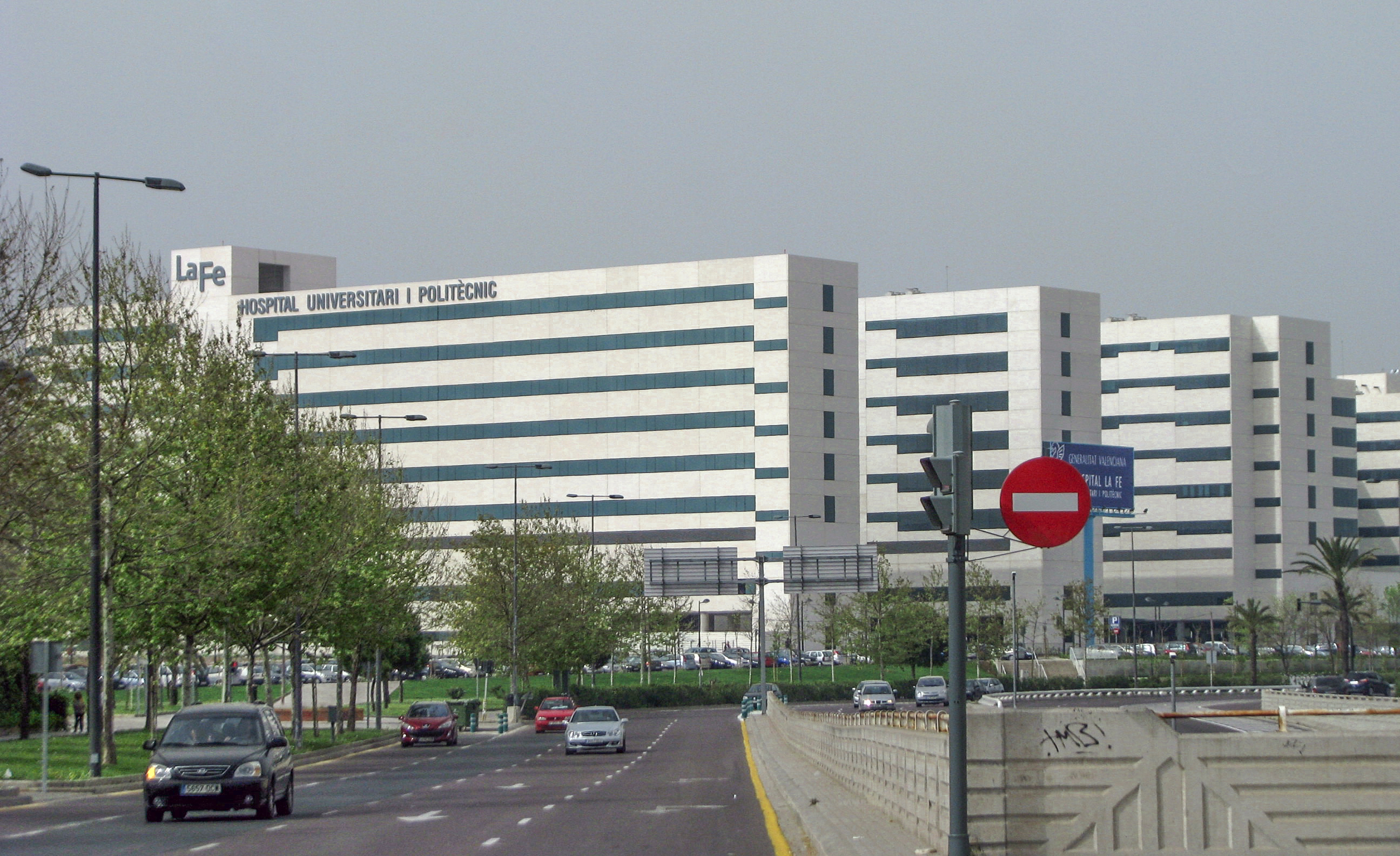
Hospital Universitário e Politécnico La Fe de Valência

O sistema sanitário valenciano organiza-se em departamentos de saúde. Os departamentos de saúde são as estruturas fundamentais do sistema sanitário valenciano, sendo as demarcações geográficas nas quais se divide o território da Comunidade Valenciana no âmbito da saúde pública.
Cabe a cada departamento de saúde garantir uma adequada classificação da assistência primária e a sua coordenação com a atenção especializada, de maneira a possibilitar uma eficiência máxima na localização e uso dos recursos, bem como o estabelecimento de condições estratégicas.
O gerente do Departamento de Saúde é o encarregado da direcção e gestão dos recursos do Departamento, tanto de Atenção Primária como Assistência Especializada e sócio-sanitária.

### Proteção civil
As forças e corpos de segurança do estado (Polícia Nacional, Local, Judicial e Guardia Civil) encarregam-se da proteção civil. Existe também a Polícia da Generalidade (Policía de la Generalitat), uma unidade da Polícia Autonómica que pertence ao Corpo Nacional da Polícia, e portanto sem qualquer autonomia. As corporações de bombeiros são reguladas por uma lei da Generalidade Valenciana, mas estas dependem das deputações provinciais e, no caso de Alicante e Valência, também dos municípios.

## Cultura

### Símbolos

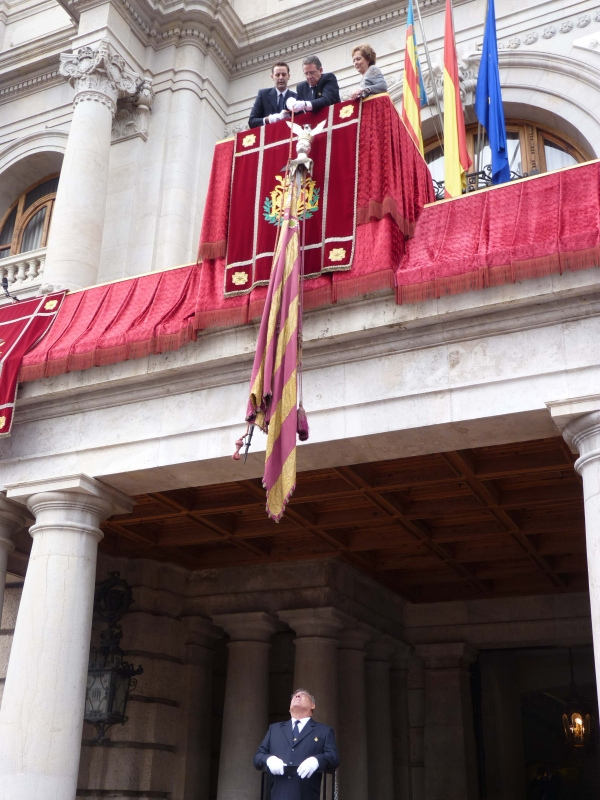
Descida da Reial Senyera no Município de Valência para a procissão cívica do Dia da Comunidade Valenciana em 2010. A senyera faz-se descer pela varanda do Município porque não pode passar sob portas e nunca se inclina perante alguém.

Os símbolos da Comunidade Valenciana estão recolhidos no seu Estatuto de Autonomia e na lei 8/1984 da Generalidade Valenciana, através da qual se regulam os símbolos da Comunidade e a sua utilização.
A bandeira (senyera) da Comunidade Valenciana, também apelidada de reial senyera, senyera coronada, ou senyera tricolor, está descrita no artigo 4.º do Estatuto de Autonomia da Comunidade Valenciana e no artigo 2.º da lei 8/1984. Deste modo, a senyera coronada fica estabelecida da seguinte maneira:
A Bandeira da Comunidade Valenciana é a tradicional senyera composta por quatro barras vermelhas sobre fundo amarelo, coroadas sobre faixa azul junto à haste.
O emblema ou Escudo da Comunidade Valenciana constitui-se com a heráldica do Rei Pedro o Ceremonioso, representativa do histórico Reino de Valência. A versão vigente descreve-se no artigo 6º da lei 8/1984:
Escudo: inclinado para a direita, de ouro, com quatro paus de gules. 
Timbre: elmo de prata coroado; mantelete que pendura em azul, com uma cruz paté curvilínea e fixada com ponta aguçada de prata, forrado de gules; por cima, um dragão nascente de ouro, alado, linguado de gules e dentado por prata.
O hino da Comunidade Valenciana foi composto para a Exposição Regional Valenciana de 1909, vários anos após a qual os alcaides de Castelló, Valência e Alicante decidirem convertê-lo no hino do Reino de Valência e cuja aprovação se dá em maio de 1925. É da autoria do maestro José Serrano e letra de Maximiliano Thous Orts. A lei indica que, em actos solenes que sejam celebrados no território da Comunidade Valenciana, o hino oficial deve ser interpretado conjuntamente com o hino nacional espanhol, mas deve precedê-lo na ordem de interpretação.
O Dia da Comunidade Valenciana, uma celebração institucional contemporânea que tem a sua origem no ano 1976, quando o Plenário de Parlamentares do País Valenciano proclamou para essa data o Dia Nacional do País Valenciano. A data, 9 de outubro, é fulcral para a história valenciana, já que é comemorada a conquista da cidade de Valência, em 1238, pelo rei Jaime I, e a subsequente formação do reino.
Também desde 1987 é usada a marca turística Comunitat Valenciana. O seu símbolo consiste numa palmeira colorida com as três cores da bandeira autonómica (amarelo, vermelho e azul), acompanhado do texto Comunitat Valenciana. Ao longo da história, a sociedade civil valenciana tem utilizado outros símbolos não oficiais, servindo de exemplos as representações das figuras animais heráldicas do morcego (rat-penat) e do dragão (drac-alat), o Pendão da Conquista, o Sinal Real de Aragão, ou os bous al carrer.

### Artes

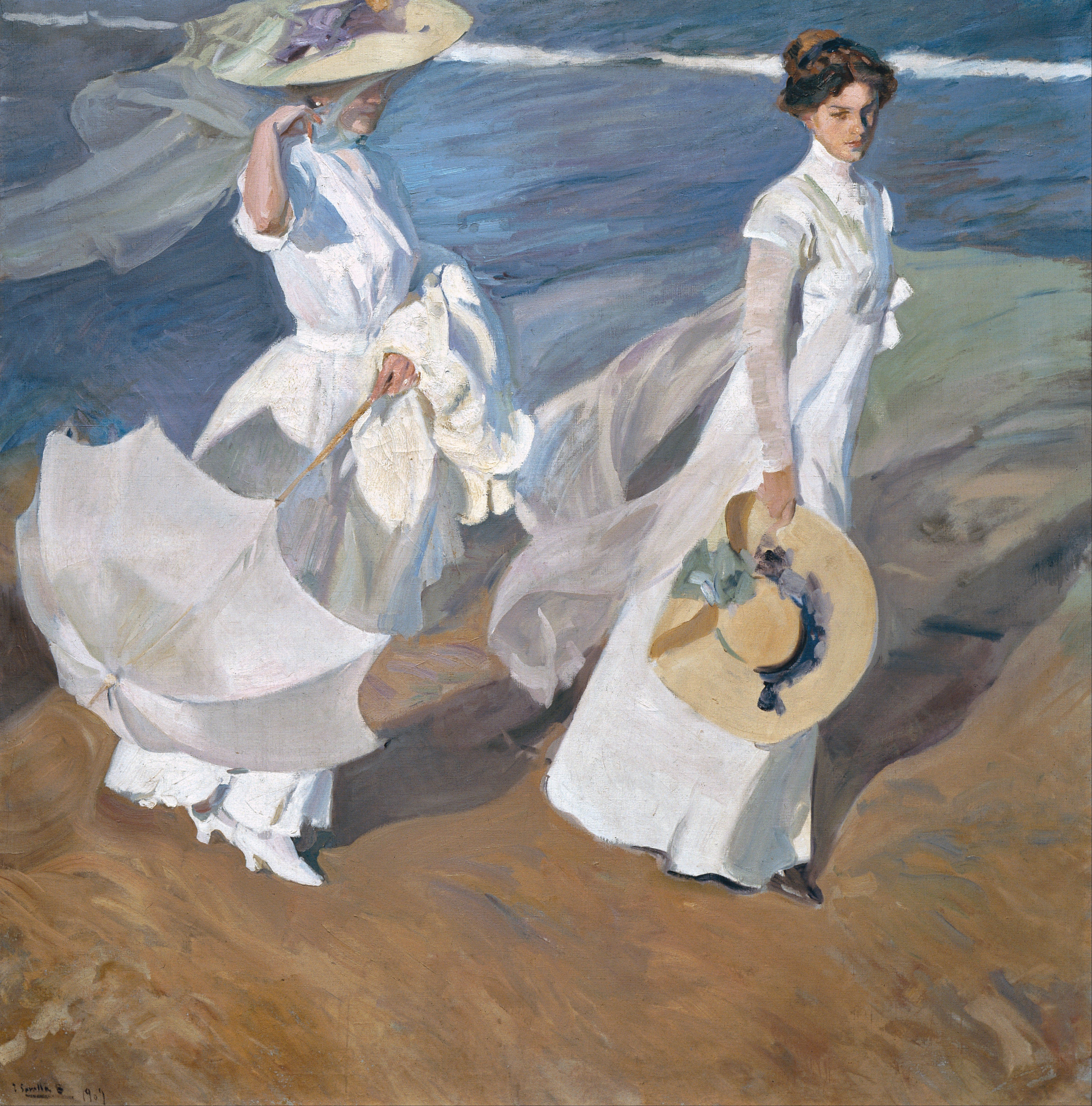
Passeio à beira-mar de Joaquín Sorolla, uma das suas obras mais importantes.

O País Valenciano conta com importantes contribuições em vários campos artísticos. Em termos arquitetónicos, o gótico valenciano foi um dos estilos mais destacados, cujo expoente máximo é representado pelo Mercado da Seda de Valência, de Pere Compte, declarado Património da Humanidade pela UNESCO. Quanto à arquitetura contemporânea, foi na Comunidade Valenciana que nasceu o arquiteto Santiago Calatrava, e é na Cidade das Artes e das Ciências de Valência que se encontra o seu maior conjunto de edifícios. No âmbito da pintura destacam-se os nomes de Juan de Juanes, José Ribera, Francisco Ribalta e Joaquín Sorolla.
A capital também foi o segundo centro de produção de banda desenhada em Espanha, atrás de Barcelona e à frente de Madrid. Entre os seus autores, conhecidos coletivamente como escola valenciana ou linha mediterrânica destacam-se, dentro de uma primeira geração, Karpa, Palop ou José Sanchis Grau, e, na mais recente, Mique Beltrán, Ana Juan, Javier Mariscal, Micharmut, Sento e Daniel Torres.
As bandas de música possuem um grande arraigo na sociedade valenciana, participando nas festas das diferentes localidades (falles ou mouros e cristãos). Em termos de produção musical, Joaquín Rodrigo encontra-se entre os mais importantes contribuidores para a música valenciana e espanhola. A este junta-se Vicente Martín y Soler, conhecido pelas suas óperas e ballets; o maestro José Serrano Simeón, compositor de zarzuelas e autor do Hino de Valência; ou o compositor vilhenense Ruperto Chapí. No panorama atual, a produção música em valenciano sofreu um impulso, popularizando-se também internacionalmente através de nomes como Pau Alabajos e Feliu Ventura e de grupos como Obrint Pas, La Gossa Sorda, Aspencat e Zoo. Também de grande importância foram, nas décadas anteriores, Ovidi Montllor, Raimon e Al Tall.
Quanto aos equipamentos culturais de maior relevância, contam-se entre eles o Instituto Valenciano de Arte Moderna, o Museu Valenciano da Ilustração e da Modernidade, os museus de Belas-Artes de Valência e Castelló, o Museu Popular de Arte Contemporânea, o Museu de La Asegurada e o Museu de Belas-Artes Gravina, em Alicante, para além do Museu Nacional de Cerâmica e das Artes Suntuárias González Martí em Valência.

### Ciência e tecnologia

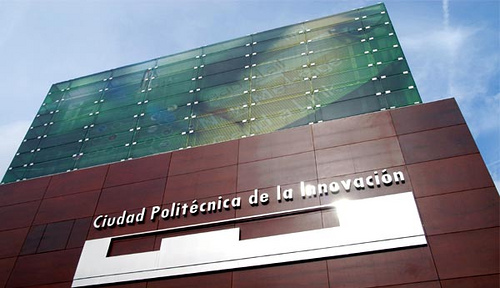
Cidade Politécnica da Inovação da Universidade de Valência

O setor público da Comunidade Valenciana encarrega-se do I+D+i através do Instituto Valenciano de Competitividade Empresarial (IVACE, uma entidade adscrita à Conselheiria de Economia, Indústria, Turismo e Emprego da Generalidade Valenciana), cuja finalidade é a gestão da política industrial da Generalidade Valenciana e o apoio às empresas em matéria de inovação, empreendimento, internacionalização e captação de investimentos, bem como a promoção dos núcleos tecnológicos, da segurança industrial, e da gestão da política energética da Generalidade.
O principal núcleo tecnológico da Comunidade Valenciana é o València Parc Tecnològic, em Paterna. Os seus objectivos principais são potenciar a diversificação industrial da Comunidade Valenciana, fomentar a incorporação de novas tecnologias e o apoio às iniciativas de I+D+i. Nele localizam-se nove dos Institutos Tecnológicos promovidos pelo IVACE em colaboração com os empresários dos sectores correspondentes e as universidades públicas valencianas. Estes institutos fazem parte da Rede de Institutos Tecnológicos (REDIT), formada por 13 institutos tecnológicos: os nove localizados no València Parc Tecnològic, e outros quatro localizados noutras cidades valencianas.
A acrescentar a estes, a Comunidade Valenciana conta com cinco parques científicos que dependem em grande medida das universidades públicas valencianas. Assim, a Universidade Politécnica de Valência conta com a Cidade Politécnica da Inovação (CPI); a Universidade de Valência (UV) dispõe do Parque Científico da Universidade de Valência (PCUV); a Universidade Jaume I de Castelló (UJI) e a Confederação de Empresários de Castelló (CEC) são os promotores do Parque Científico, Tecnológico e Empresarial de Castellón (Espaitec); a Universidade de Alicante (UA) é a fundadora e detentora do Parque Científico de Alicante; e finalmente, a Universidade Miguel Hernández de Elche (UMH) fundou, juntamente com a Confederação Empresarial da Província de Alicante (COEPA), o Parque Científico-Empresarial da UMH.

### Cultura popular

#### Festividades
Durante todo o ano e quase sucessivamente, celebram-se as festas de Mouros e Cristãos em Alcoi, no Vale de Albaida, no Alto, Médio e Baixo Vinalopó (Vilhena, Sax, Elda, Petrer), na Marina Baixa, no Condado de Cocentaina, na Vega Baixa (Oriola), na Horta Sud, em Liria, entre outras. Também são populares as festas de bous al carrer, sobretudo nas comarcas do interior, sendo as mais conhecidas o torico de la cuerda em Chiva, el bou a la vila em Onteniente, as festas de Segorbe[95][95][95][95][95][95], ou os bous a la mar em Dénia. Estas festas consistem na largada de touros e novilhos num recinto restrito por barreiras nas ruas mais centrais da localidade. É também característico o touro embolado, que consiste na colocação de bolas de estopa acesa mediante ferros colocados nas hastes do animal.
Entre finais de fevereiro e princípios de março organiza-se o Carnaval de Vinarós, uma festa de interesse turístico autonómico e as Festas da Madalena, em Castelló. Em Valência decorrem as Fallas em honra de São José, as mais importantes da cidade mas que se celebram também por todo o território da comunidade. Na primavera, celebra-se a Semana Santa e as festas em honra de São Vicente Ferrer, patrono da região. Em junho, destacam-se as celebrações de São João em Alicante, enquanto em agosto se realiza o Mistério de Elche, a Tomatina de Bunhol, uma das festas de maior repercussão internacional, e a Cordà de Paterna.
As Festas de Nossa Senhora de Saúde de Algemesí incluem danças tradicionais, como a Muixeranga, os torneadores ou o Bolero e acontecem no mês de setembro, juntamente com a semana taurina, que se realiza na peculiar praça de touros quadrada.

A cada 9 de outubro, dia da Comunidade Valenciana e de São Dionísio, dão-se as celebrações da mocadorà e os Mouros e Cristãos de Crevilhente dedicados a São Francisco de Assis. Posteriormente, em novembro, destaca-se a Feira de Todos os Santos de Cocentaina, cuja origem se remonta ao ano 1346, e, a 28 de dezembro, a celebração anual dos enfarinats na localidade alicantina de Ibi.

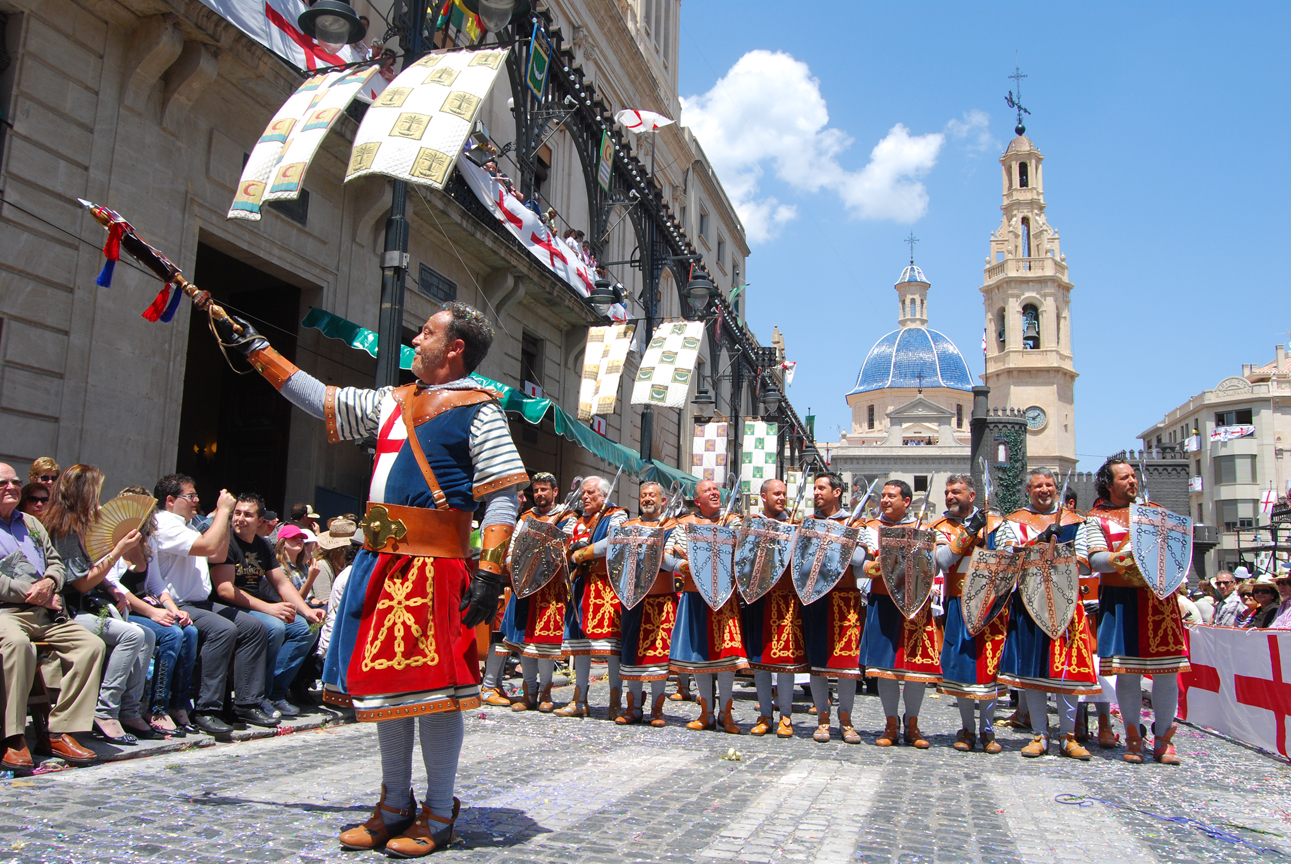
Mouros e Cristãos de Alcoi.
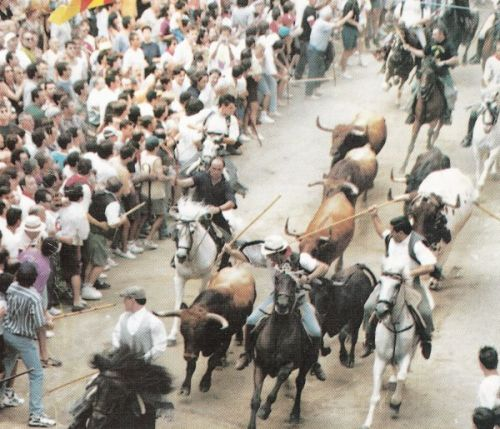
Entrada de touros e cavalos de Segorbe.
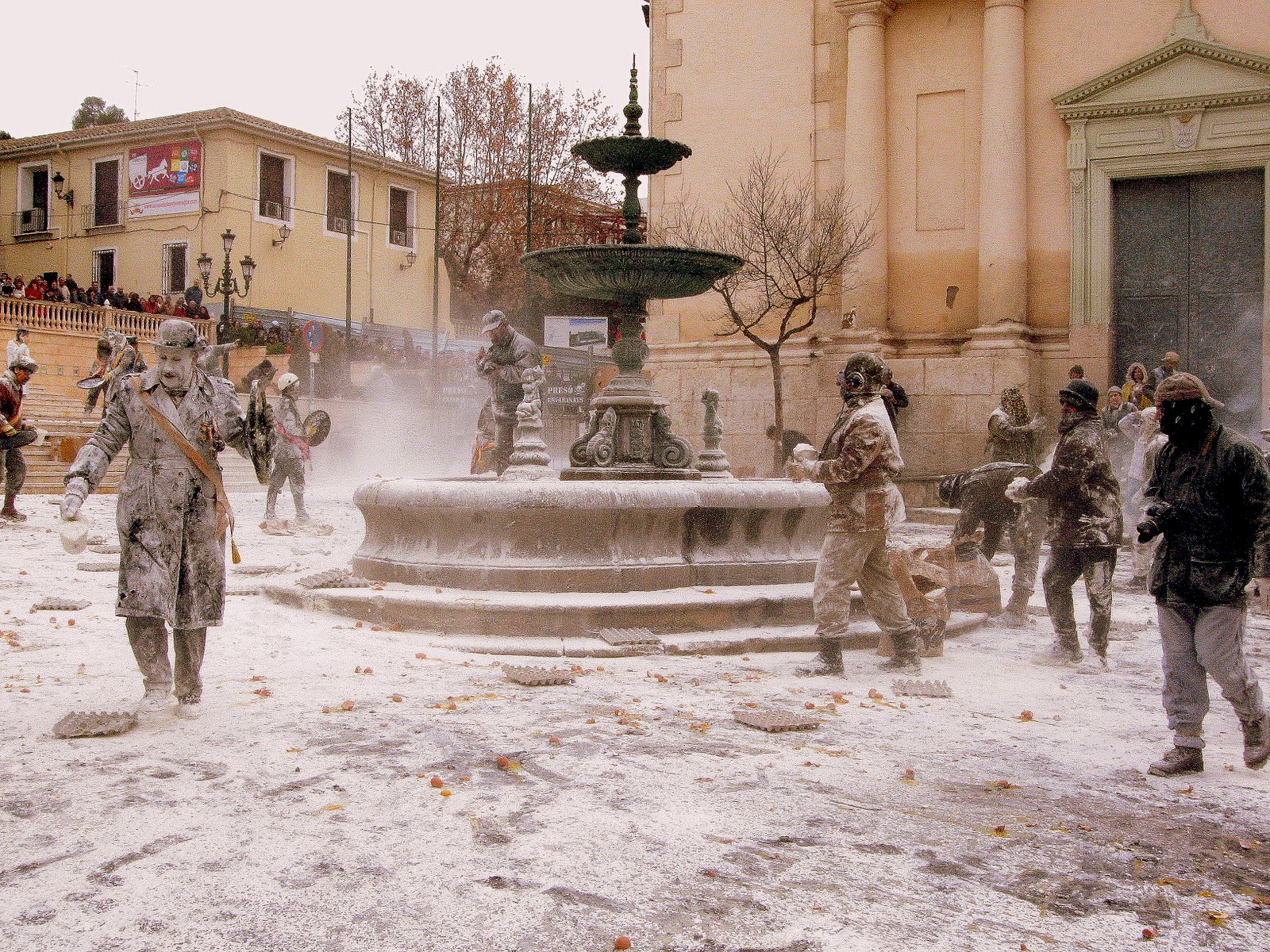
Festa dos enfarinats de Ibi.

#### Gastronomia

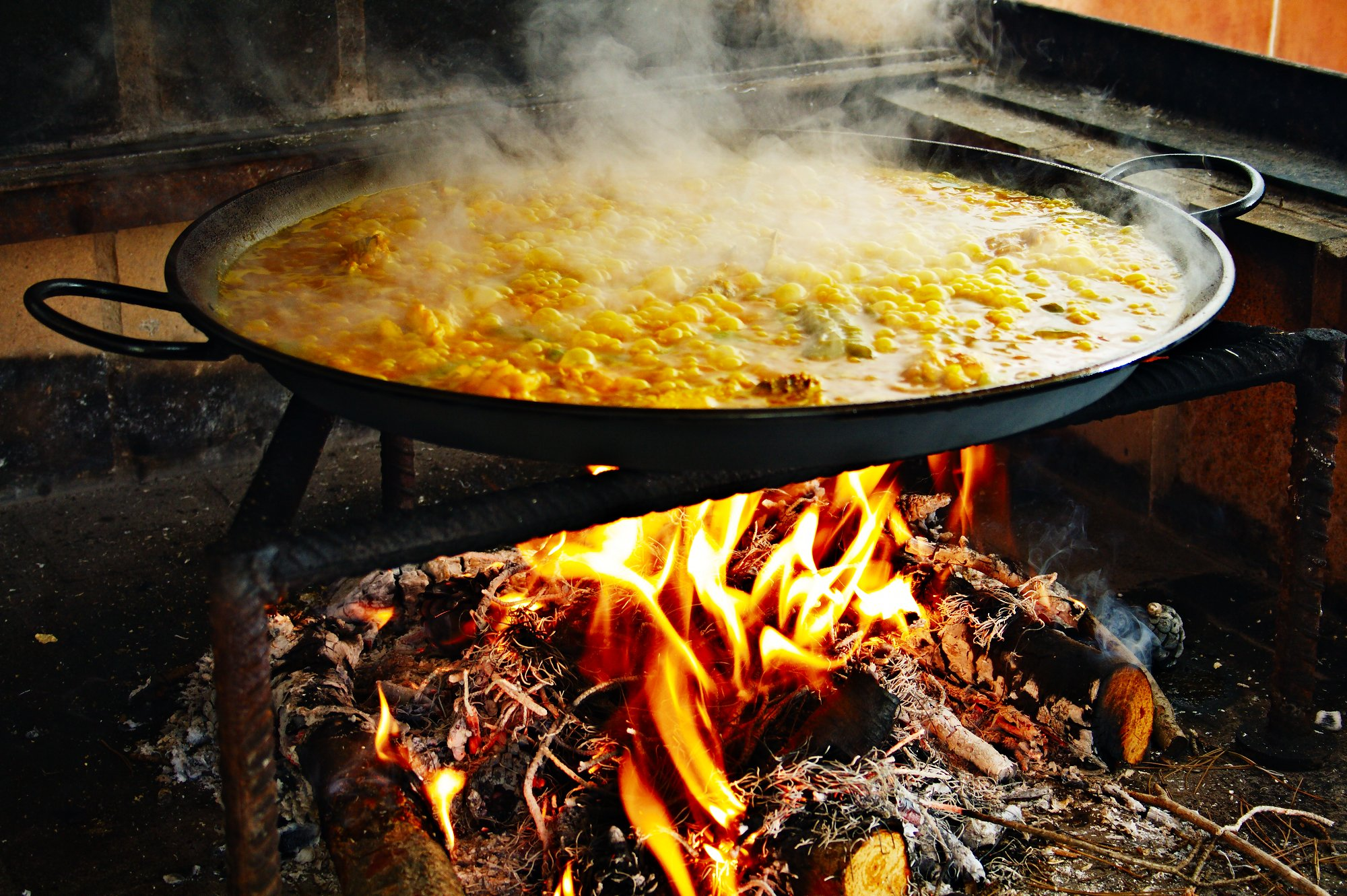
Confecção de uma paelha

A gastronomia valenciana é bastante variada e marcada pela geografia da região, se bem que os seus pratos mais conhecidos são à base de arroz, entre os quais a paelha. Na costa destacam-se as cocas (sobretudo a de pimento e tomate) e os pratos de arroz, e usam-se sobretudo os cereais — para além do arroz, o milho e o trigo. O arroz bomba é o ingrediente básico de muitos deles, usado em diversas receitas como arroz no forno, arròs a banda, arroz à pedreira, arroz negro, arroz com crosta ou caldeirada de arroz. Além destes, a fideuà (macarronada, semelhante ao arròs a banda e elaborada de forma semelhante à paelha), e o putxero também são de relevância. No interior da região destacam-se os gaspachos e os cozidos (ollades), bem como o uso de enchidos (destaque para a sobrassada), nozes, amêndoas (de introdução grega, juntamente com o vinho), cogumelos e carne.
O clima mediterrânico favorece o cultivo de cítricos e hortaliças, sendo de especial importância o cultivo da laranja, uma das frutas típicas da agricultura valenciana.
A sua pastelaria é de origem árabe e muito significativa nas festividades populares. Jijona e Casinos são os dois lugares tradicionais de fabricação do torrão, muito consumido no período natalício em Espanha e no resto do mundo hispânico. Também existem outros doces, como os polvorones e o maçapão. Em Játiva elabora-se o Arnadí, à base de abóbora. No Vale de Albaida são típicas as fogassas ou monas, as mais conhecidas sendo as de Alberique. Em Oriola e respetiva comarca destacam-se as almojábenas, e em Casinos e Alcoi as peladillas. Villajoiosa possui também uma importante tradição de chocolates.
A orchata (orxata) produz-se tradicionalmente na zona de Alboraia, e é uma bebida típica elaborada a partir da junça que se acompanha normalmente com fartons. Juntamente com o azeite, conforma as mais importantes influências romanas na gastronomia valenciana. Também se produz licor de café (típico de Alcoi), mistela (na Marina Baixa e Hoya de Buñol) e herbero, um licor à base de ervas da Serra de Mariola. Também é tradicional a Água de Valência, um cocktail elaborado com cava ou champanhe, sumo de laranja, vodca e gim. É servida em copos de vários tamanhos e bebida num copo longo de cocktail.

#### Tauromaquia

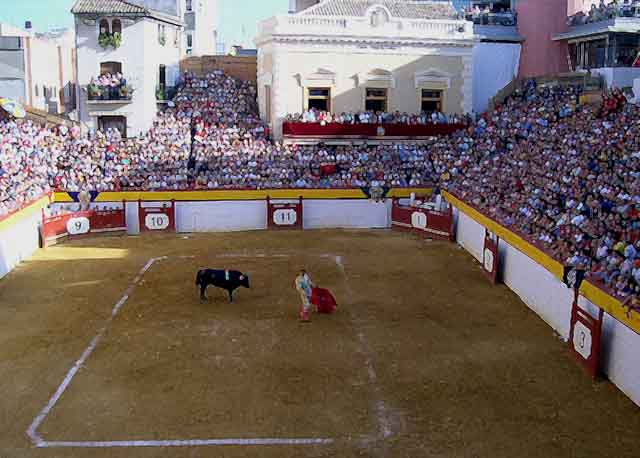
Corrida de touros na praça quadrada de Algemesí

A Comunidade Valenciana conserva a tradição de diversos espectáculos taurinos, como os bous al carrer ("touros na rua"), uma festa tauromáquica popular típica, que se prática nas ruas de muitos povos da Comunidade Valenciana, sobretudo nas comarcas da Marina Alta, Alto Mijares, Alto Palância, Baixo e Alto Maestrat, Horta Nord, Campo do Túria, Campo de Morvedre, e na Plana Alta e Baixa.
As corridas de touros tradicionais desenvolvem-se nas praças de touros, as quais se distribuem por categorias. A praça valenciana de maior importância é a Praça de touros de Valencia, paralelamente a outras de importância como as de Castelló, Alicante, Játiva, Vinarós, Requena, Vilhena, ou a desmontável de madeira de Algemesí.
Outro acontecimento taurimáquico de relevância é a entrada de touros e cavalos de Segorbe, declarada de Interesse Turístico Internacional. Este acto é o mais relevante da semana taurina de Segorbe e tem lugar durante toda a semana do segundo sábado de setembro. Nela participam seis touros bravos e aproximadamente o dobro de cavalos.

## Desporto
A Comunidade Valenciana possui uma grande tradição desportiva, especialmente desde princípios do século XX, quando foram fundados grandes clubes em todos os âmbitos que, nalguns casos, foram dos primeiros a ser fundados em Espanha na respetiva disciplina. O desporto e a actividade física estão profundamente enraizados na Comunidade Valenciana, onde existe uma grande rede de centros e instalações desportivas, tanto públicas como privadas. Os desportos mais populares entre a população são o futebol, o basquete, o andebol e os diferentes desportos autóctonos como a pelota ou a columbicultura.
Na região é o lar de várias equipas de destaque no futebol, entre as quais o Valencia CF, o Villarreal CF, o Levante UD (clube veterano da Comunidade Valenciana, fundado em 1909), o Elche CF, o CD Castellón, o CD Eldense, o Hércules CF, o CD Alcoyano ou o Huracán Valencia. Outros dos desportos olímpicos no qual a comunidade se destaca é no basquete, com as equipas Valencia Basket Club, Lucentum Alicante ou o feminino Ros Casares Valencia. Outro dos desportos importantes é o andebol, no qual se destacam equipas como BM Altea, Club Balonmano Torrevieja ou o BM Puerto Sagunto masculinos ou o Elda Prestigio ou Mar Sagunto femininos e em cuja divisão de honra estatal, atualmente mais da metade dos clubes femininos são valencianos. Também se praticam outros desportos; como o hóquei em patins, com equipas como o Enrile Patín Alcodiam Salesiano de Alcoy na divisão de honra espanhola, a OK Liga; ou o rugby, com equipas como o CAU Rugby Valencia ou o Alicante Rugby Clube.
| Principais equipas de futebol | Liga 2015/16                 | Cidade    |
| ----------------------------- | ---------------------------- | --------- |
| Valencia CF                   | Primeira Divisão de Espanha  | Valência  |
| Levante UD                    | Primeira Divisão de Espanha  | Valência  |
| Villarreal CF                 | Primeira Divisão de Espanha  | Vila-real |
| Elche CF                      | Segunda Divisão de Espanha   | Elche     |
| Hércules CF                   | Segunda Divisão B de Espanha | Alicante  |
| CD Alcoyano                   | Segunda Divisão B de Espanha | Alcoi     |
| Huracán Valencia              | Segunda Divisão B de Espanha | Torrente  |
| CD Eldense                    | Segunda Divisão B de Espanha | Elda      |
| CD Castellón                  | Terceira Divisão de Espanha  | Castelló  |

O País Valenciano conta também com o circuito Ricardo Tormo de Cheste, onde se disputa o Grande Prémio da Comunidade Valenciana em MotoGP e Superbike. O Circuito Urbano de Valência, construído em 2008, acolheu o Grande Prémio da Europa de Fórmula 1, GP2, Fórmula 3, Fórmula BMW e Porsche Mobil 1 Supercup. Com um impacto económico calculado na casa dos 70 milhões de euros e em funcionamento esperado até 2014, a licença para o circuito expirou em 2013, estando encerrado desde então. Perto do circuito encontra-se a Marina de Valência, que alojou a America's Cup em 2007 e 2010.

### Desporto tradicional

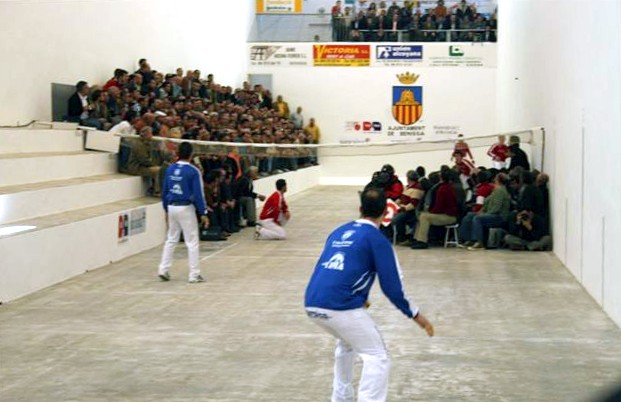
Um jogo de pelota valenciana.

O desporto tradicional por excelência é a pelota valenciana, da qual existe uma seleção valenciana que participa em competições internacionais. Este desporto pratica-se em mais de oito modalidades diferentes, seja na rua ou num campo, denominado trinquete. Durante as partidas é comum que o público invada a área de jogo, e um ou dois marxadors recolhem as apostas que fazem pela equipa de azuis (blaus) ou pela de vermelhos (rojos), as únicas cores utilizadas pelos pilotaires. A importância dada a este desporto é tal que é incluída há vários anos nas escolas públicas como matéria educativa, e a disponibilidade obrigatória de um trinquete nas suas instalações desportivas.
O tiro y arrastre é outro dos desportos tradicionais, que consiste na corrida de um cavalo carregado com uma carroça cheia de sacos de areia. Remonta à década de 1940 como uma disciplina sobretudo composta por agricultores. Na atualidade, com a diminuição da importância dos animais de tração na produção agrária, tem-se encarecido o custo de manutenção dos animais. Assim, e devido à ausência de subsídios, nos últimos anos a prática deste desporto tem diminuído. Por sua vez, as escassas sociedades de arraste formadas para fomentá-lo limitam sua actividade à organização dos eventos e à angariação de fundos mediante a venda de publicidade nos mesmos.
Também é tradicional a columbicultura, surgida na década de 1920 e alastrando-se depois por toda a região, na qual se treina uma raça própria de pombo chamada buchón valenciano.